# 리눅스
리눅스(Linux) 운영체제는 1991년 9월 17일 리누스 토르발스에 의해 시작되었다. 운영 체제 커널을 리눅스 커널이라고 하며 유닉스 계열 운영 체제이다. 초기에는 콘솔 터미널 형태로 동작되었다. 그 이후 GNOME/KDE등의 GUI 시스템 및 반도체사 하드웨어 드라이버가 추가되기 시작한것이다. 현재 리눅스 배포판의 커널단에 리눅스 커널이 사용되고 있다.
2023년 1월 리눅스에서 윈도우 앱을 직접 실행해주는 와인(Wine)이 버전 8.0으로 업그레이드되면서 호환성과 성능이 크게 개선되고 있다. DLL 계층이 복잡한 윈도우 유틸리티와 게임을 설치 관리해주는 Wine기반의 Bottles가 등장하면서 리눅스에서 윈도우 앱 직접 실행이 매우 편리해 졌다. 리눅스에서 KVM/QEMU Virt-Manager로 윈도우10/11 가상머신 설치도 가능하다.
배포판에는 리눅스 커널과 지원 시스템 소프트웨어, 그리고 라이브러리를 포함하고 있으며 콘솔 유틸중 극히 일부가 GNU 프로젝트에 의해 참여되었다. 자유 소프트웨어 재단에서는 GNU 소프트웨어가 일부 사용되었다고 해서 GNU/리눅스라고 주장하고 있다.
저명한 리눅스 배포판에는 데비안, 페도라, 우분투가 포함된다. 상용 배포판에는 레드햇 엔터프라이즈 리눅스(RHEL), 수세 리눅스 엔터프라이즈 서버가 포함된다. 데스크톱 리눅스 배포판에는 X11이나 웨이랜드 등의 윈도잉 시스템, 그리고 그놈, KDE 플라스마 등의 데스크톱 환경이 포함된다. 서버용 배포판은 그래픽스 기능이 제되어 있거나 LAMP 등의 솔루션 스택이 포함될 수 있다. 리눅스는 자유로이 재배포가 가능하므로 누구든지 어떠한 목적으로든 배포판을 만들 수 있다.
리눅스는 처음에는 인텔 x86 아키텍처에 기반한 개인용 컴퓨터용으로 개발되었으나 그 뒤로 기타 운영 체제 외에 더 많은 플랫폼으로 이식되었다. 스마트폰에 안드로이드(리눅스 기반임)가 우세해지면서 리눅스는 또한 모든 범용 운영 체제 가운데 가장 많은 설치 기반을 보유하고 있기도 하다. 데스크톱 컴퓨터 중 대략 2.3%만이 리눅스를 사용하지만, 리눅스 커널 기반 크롬 OS를 구동하는 크롬북은 미국 K-12 교육 시장을 지배하며 미국 내 300달러 미만 노트북 컴퓨터 가운데 20% 가까이 차지하고 있다. 리눅스는 서버 시장에서 주도적인 운영 체제이며(상위 100만 대 웹 서버 운영 체제 중 96.4% 이상이 리눅스이다), 메인프레임 컴퓨터 등의 기타 빅 아이언 시스템을 주도하며 TOP500 슈퍼컴퓨터에 쓰이는 유일한 운영 체제이다.(2017년 11월 이후로 모든 경쟁자를 점차적으로 제거하였다).
리눅스는 또한 일반적으로 운영 체제가 펌웨어로 빌드되면서 시스템에 높은 수준으로 맞추어진 임베디드 시스템에서도 동작한다. 여기에는 라우터, 자동화 컨트롤, 스마트 홈 기술(예: 구글 네스트), 텔레비전(삼성전자, LG전자의 스마트TV는 각각 타이젠과 웹OS를 사용함), 자동차(예: 테슬라, 아우디, 메르세데스-벤츠, 현대자동차, 도요타는 모두 리눅스에 의존함), 디지털 비디오 레코더, 비디오 게임기, 스마트워치가 포함된다. 팰컨 9와 드래곤 2의 항공 전자기기는 커스터마이즈된 리눅스 버전을 사용한다.
리눅스는 자유-오픈 소스 소프트웨어 협업의 매우 저명한 예시들 가운데 하나이다. 소스 코드는 누구든지 GNU GPL 등 개별 라이선스에 따라 상업적으로나 비상업적으로 이용, 수정, 배포가 가능하다.dosdosdos::dos<no understanding>

## 턱스

턱스는 리눅스의 공식 마스코트이다. 통통한 펭귄의 모습을 하고 있으며, 1996년 래리 유잉이 만들었다. 리눅스의 마스코트를 펭귄으로 삼자는 아이디어는 리눅스 커널의 작성자 리누스 토르발스에게서 나왔다.

## 역사

### 선구자

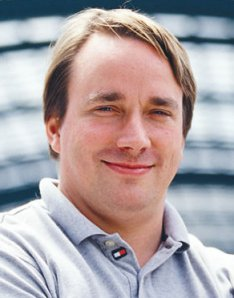
리누스 토르발스는 리눅스 커널의 주 개발자이다.

유닉스 운영 체제는 1969년 미국 AT&T의 벨 연구소에서 켄 톰프슨, 데니스 리치, 더글러스 매클로이, 조 오사나(Joe Ossanna)이 착안하여 구현했다. 1971년 처음 출시한 유닉스는 당시 일상적으로 사용하던 어셈블리어로 작성하였다. 1973년 데니스 리치가 선구자인 접근으로 일부 하드웨어 및 입출력 루틴을 제외하고 C 프로그래밍 언어로 재작성하였다. 유닉스의 고급 프로그래밍 언어 구현체 이용이 가능하자 다른 컴퓨터 플랫폼으로 이식이 더 쉬워졌다.
유닉스의 컴퓨터 사업 진입을 금지하던 초기 미국의 독점금지법으로 인해 AT&T는 운영 체제의 소스 코드를 모든 요청자에게 라이선스할 필요가 있었다. 1984년, AT&T는 벨 연구소와 분리되어 자유 라이선스를 요구하는 법적 책무를 면제하였고 벨 연구소는 유닉스를 사유 제품으로 판매하기 시작했으며 여기서 사용자는 유닉스 수정이 법적으로 허용되지 않았다. 1983년 리처드 스톨먼이 시작한 GNU 프로젝트는 온전히 자유 소프트웨어로 구성된 "완전한 유닉스 호환 소프트웨어 시스템"을 만드는 목표를 두었다. 작업은 1984년 시작되었다. 나중에 1985년, 스톨먼은 자유 소프트웨어 재단을 시작하였고 1989년 GNU 일반 공중 사용 허가서(GNU GPL)를 작성하였다. 1990년대 초, 운영 체제에 필요한 프로그램들 다수(예: 라이브러리, 컴파일러, 문서 편집기, 유닉스 셸, 윈도 시스템)가 완성되었으나 장치 드라이버, 데몬, GNU/허드라는 이름의 커널 등 저급(low-level) 요소들이 정체되거나 완성되지 못하였다.
리누스 토르발스는 1991년 당시 GNU 커널을 이용할 수 있었다면 자기 스스로 개발을 결정하지 않았을 것이라고 언급하였다. 법적 문제로 인해 1992년까지 출시되지 못했음에도 NetBSD, OpenBSD, FreeBSD의 기원이 된 386BSD의 개발이 리눅스의 개발의 토대가 되어주었다. 또, 토르발스는 386BSD가 당시 이용 가능했더라면 아마 리눅스를 개발하지 않았을 것이라고도 언급하였다.
미닉스는 컴퓨터 과학 교수 앤드루 타넨바움에 의해 개발되었으며 운영 체제의 원리를 학습하고자 한 학생들과 다른 사용자들을 대상으로 한 소형 유닉스 계열 운영 체제로서 1987년 출시되었다. 미닉스의 소스 코드 전체가 자유롭게 이용이 가능했음에도 라이선스 조항으로 인해 2000년 4월 라이선스 변경이 될 때까지 자유 소프트웨어로 자리잡지는 못하였다.

### 개발
1991년, 헬싱키 대학교의 재학생이었던 토르발스는 운영 체제에 관한 호기심을 가지게 되었다. 당시 교육용으로만 국한되었던 미닉스 라이선스에 실망한 토르발스는 궁극적으로 리눅스 커널이 되었던 자신만의 운영 체제 커널에 대한 작업을 시작하였다.
토르발스는 미닉스에서 리눅스 커널의 개발을 시작했으며 미닉스용으로 개발된 응용 프로그램 또한 리눅스에서 사용되었다. 나중에 리눅스는 성숙하여 더 나아가 리눅스 커널 개발이 리눅스 시스템에서 이루어졌다. GNU의 응용 프로그램들 또한 모든 미닉스 구성 요소를 대체하였는데, 그 이유는 미숙한 운영 체제에 GNU 프로젝트에 자유로이 이용 가능한 코드를 사용하는 것이 이점이 있었기 때문이다. GNU GPL로 라이선스된 코드는 동일하거나 호환되는 라이선스로 출시하는 한 다른 컴퓨터 프로그램에도 재사용이 가능하였다. 토르발스는 상용 재배포를 금지하였던 자신의 오리지널 라이선스로부터 GNU GPL로의 전환을 시작하였다. 개발자들은 GNU 구성 요소들을 리눅스 커널로 통합하는 일을 시작함으로써 온전히 기능하는 자유 운영 체제를 만들 수 있게 되었다.

### 명칭

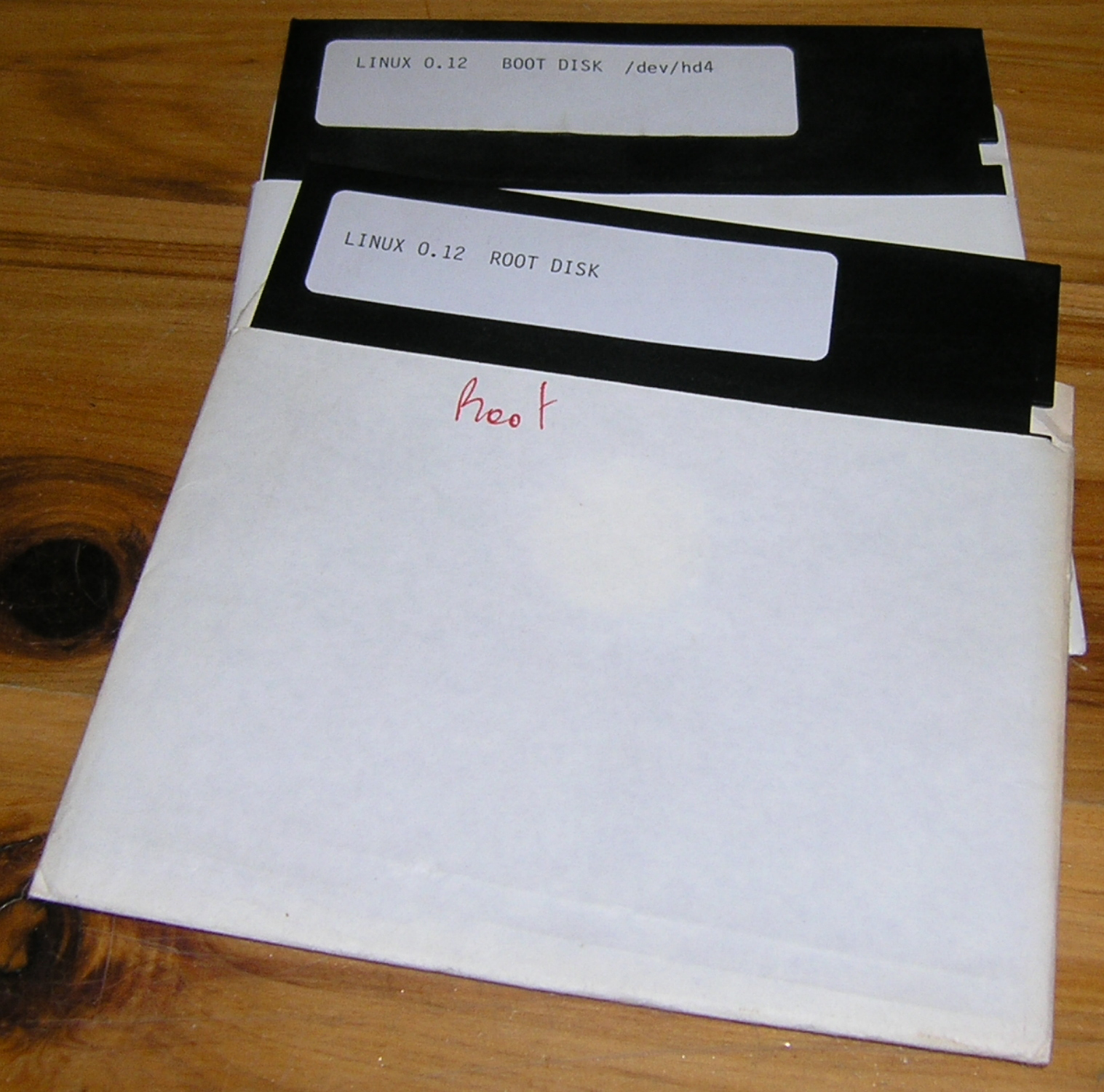
초창기 리눅스 버전을 담고 있는 5.25인치 플로피 디스크

리누스 토르발스는 자신의 발명품을 Freax로 호칭하길 원했는데 이는 free, freak, x(Unix의 암시)의 혼성어였다. 그가 시스템에 자신의 일을 시작하는 동안 프로젝트의 makefile 중 일부에 약 6개월 동안 Freax라는 이름이 포함되었다. 토르발스는 이미 이 이름을 "리눅스"(Linux)로 고려하였으나 처음에는 이 이름이 너무 독선적인 단어로 일축하였었다.
개발을 용이케 하기 위해 파일은 1991년 9월 FUNET의 FTP 서버(ftp.funet.fi) 에 업로드되었다. 헬싱키 공과 대학교(Helsinki University of Technology, HUT)의 토르발스의 동업자 아리 렘케(Ari Lemmke)는 당시 자발적인 FTP 서버 관리자들 가운데 한 명이었으며 Freax는 좋은 이름이라고 생각하지 않았다. 그러므로 그는 이 프로젝트의 이름을 토르발스와 상의 없이 서버상에서 Linux로 명명했다. 그러나 나중에 토르발스는 리눅스의 명칭 사용에 동의하였다.
토르발스가 쓴 뉴스그룹 게시물에 따르면, "Linux"라는 용어는 (i/ˈlɪnʊks/ '리눅스'로 발음하는 것이 좋겠다고 언급되었다. 어떻게 리눅스가 발음되는 것이 좋을지를 추가로 증명하기 위해 그는 커널 소스 코드에 오디오 가이드(듣기 (도움말·정보))를 포함하였다.

### 상업적, 대중적 활용

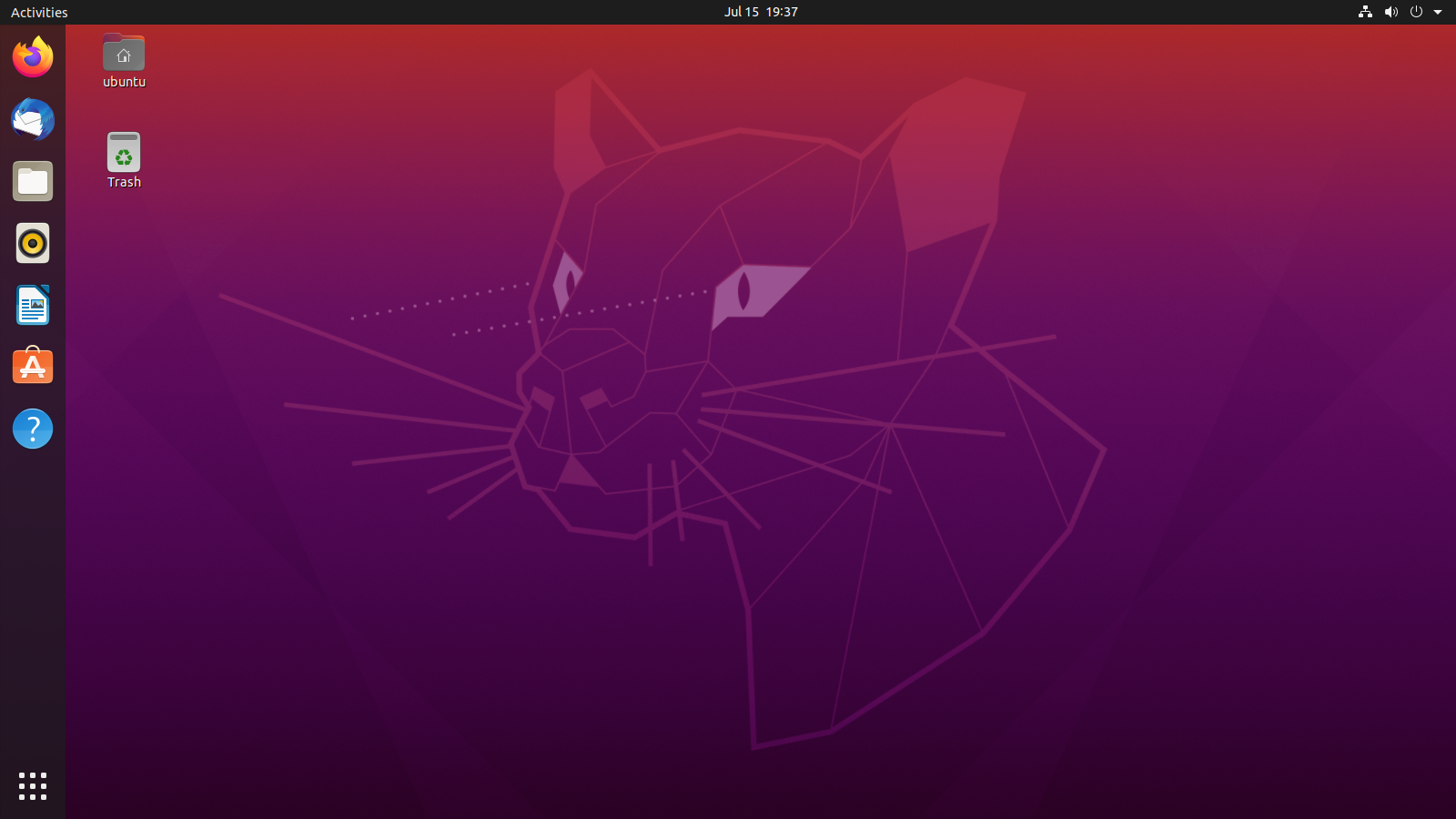
대중적인 리눅스 배포판의 하나인 우분투

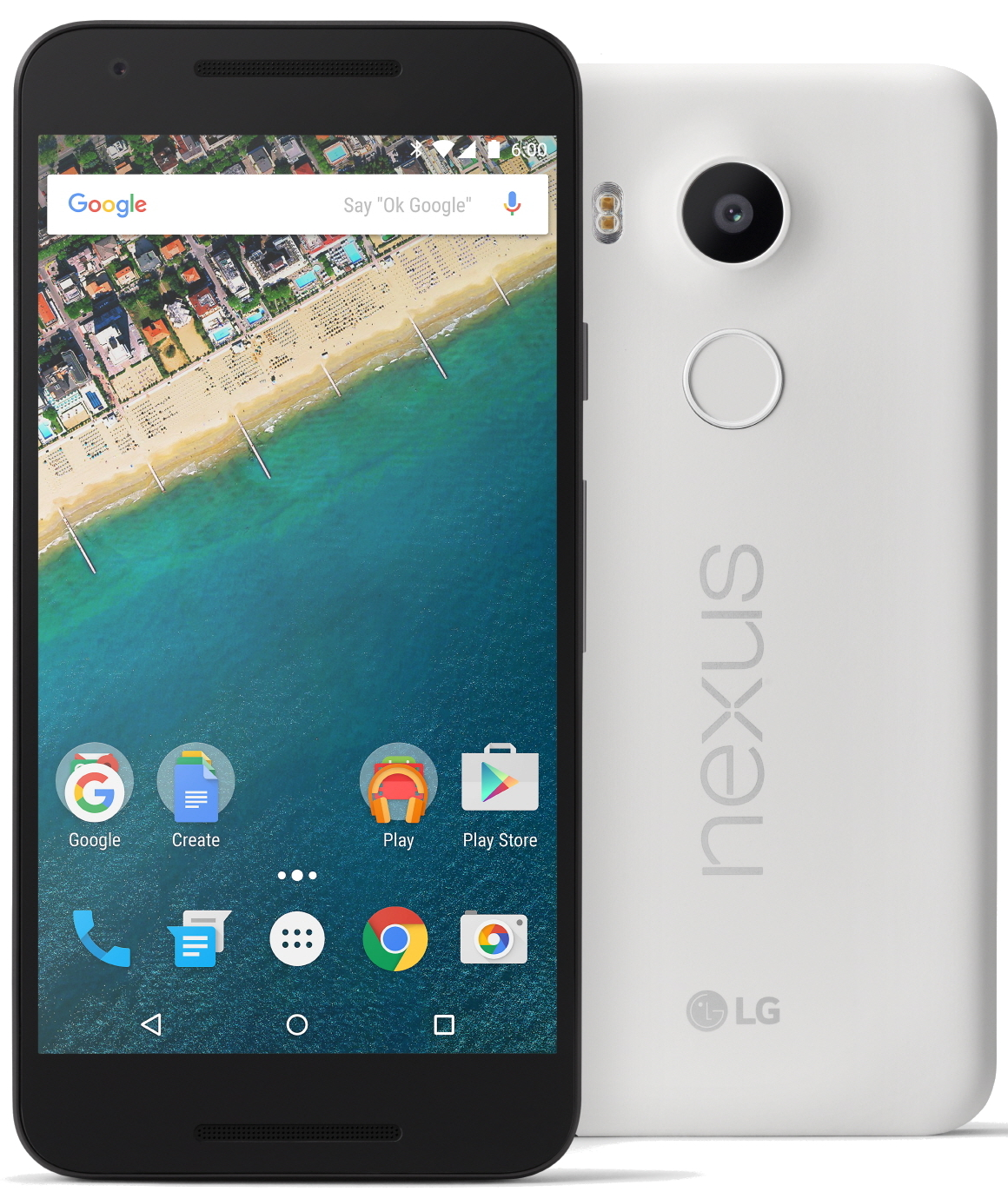
안드로이드를 구동 중인 넥서스 5X

호비스트들만 사용하지 않고 1990년대 중반, 운영 환경에 리눅스를 채택하는 일이 슈퍼컴퓨팅 커뮤니티에서 불붙기 시작했다. NASA(미국 항공 우주국) 등의 단체들이 점차 운영체계에 비용이 드는 기계들에 리눅스로 구동하는 저렴한 일상 컴퓨터 클러스터로 대체하기 시작했다. 델과 IBM, 이후 휴렛 팩커드가 데스크톱 운영 체제를 독점하던 마이크로소프트에서 자유를 얻고자, 리눅스 지원을 제공하기 시작했다.
오늘날 리눅스 시스템을 임베디드 시스템에서 사실상 개인용 컴퓨터에서 모든 슈퍼컴퓨터에 이르기까지 컴퓨팅 전반에 사용한다. 대중적인 LAMP 애플리케이션 스택 등 서버 설치본에도 적용하며 중요한 운영체계로 자리잡았다. 가정과 기업 내 리눅스 이용은 지속적으로 증가추세다. 리눅스 배포판은 넷북 시장에서 대중화하며, 수많은 장치들에 알맞게 변형한 리눅스 배포판을 설치하여 사용한다. 구글은 리눅스를 넷북용으로 설계하여 운영체계를 별도로 구축하며 크롬 OS를 출시하였다.
개인 소비자 시장에서 리눅스의 가장 위대한 성공은 모바일 장치 시장이다. 안드로이드는 스마트폰의 가장 지배적인 운영 체제들 가운데 하나다. 태블릿과 최근 웨어러블에서도 기본 운영체계로 사용한다. 리눅스 게이밍은 리눅스 지지를 표방하고 자체 게이밍 지향 리눅스 배포판인 스팀OS를 출시한 밸브의 성장과 더불어 발전하는 중이다. 리눅스 배포판들은 또한 다양한 지역, 그리고 대규모 행정조직을 지닌 정부들도 운영체계 비용을 절약하는 차원에서 호의적이다. 브라질 연방 정부 등 유럽국가 정부들과 인도의 법무부에서도 인기다.

### 현재의 개발

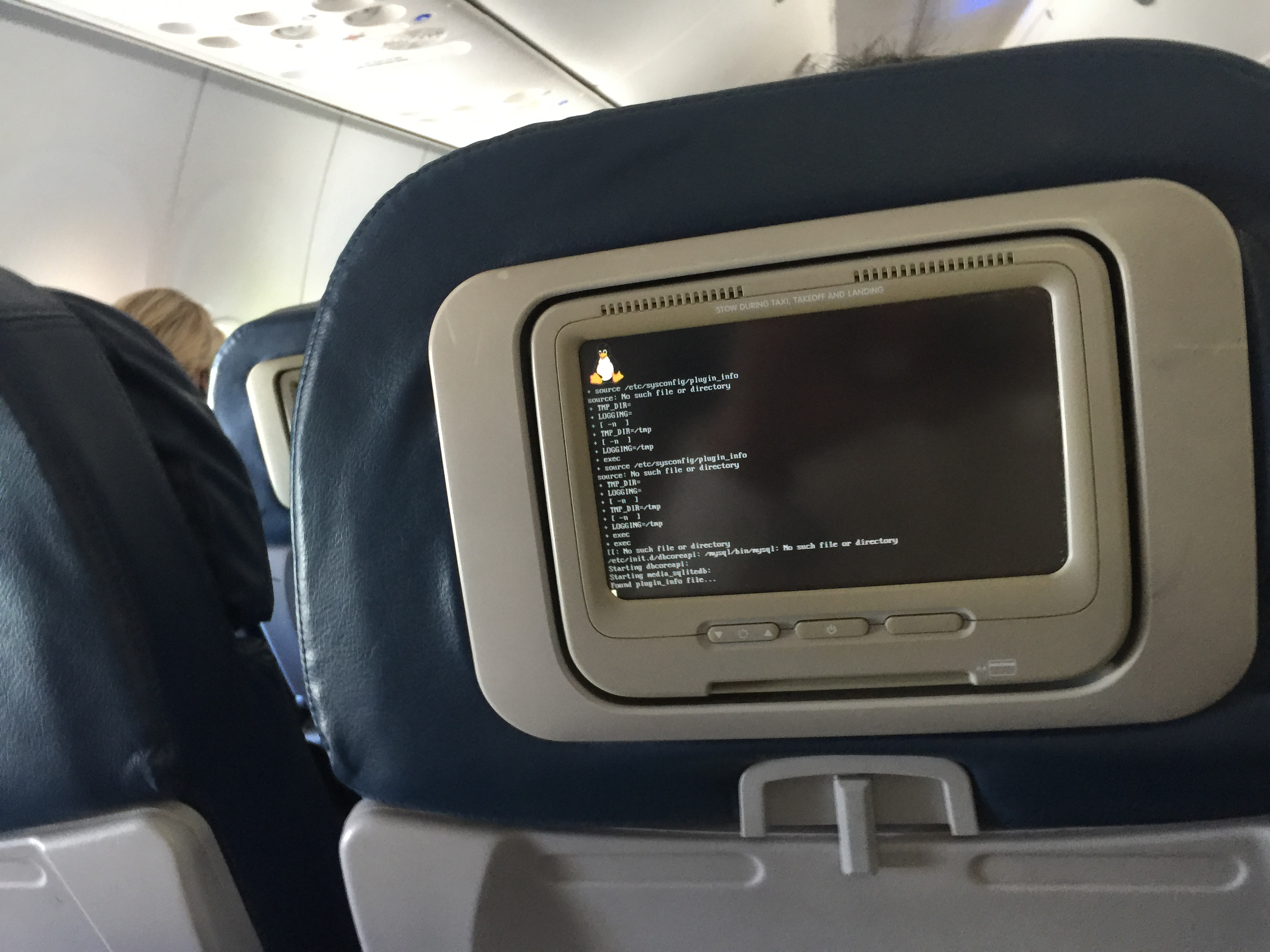
리눅스 로고를 표시하면서 부팅을 하고 있는 기내 오락 시스템

그레그 크로하트맨(Greg Kroah-Hartman)은 리눅스 커널의 주도적인 유지보수자로서 개발을 가이드하고 있다. 윌리엄 존 설리반은 자유 소프트웨어 재단의 이사로서 GNU 구성 요소들을 지원하고 있다. 개인과 기업들은 GNU가 아닌 서드파티 구성 요소들을 개발한다. 이 서드파티 구성 요소들은 커널 모듈과 사용자 애플리케이션, 라이브러리를 포함하는 경우가 있다.
리눅스 벤더들과 커뮤니티들은 커널, GNU 구성 요소, GNU가 아닌 구성 요소를 리눅스 배포판이라는 형태로 추가적인 패키지 관리자와 결합하여 배포한다.

## 설계
수많은 오픈 소스 개발자들은 리눅스 커널이 설계된 것이 아니라 자연선택을 통해 진화된 것임에 동의한다. 토르발스는
유닉스의 설계가 발판 역할을 하였음에도 리눅스는 수많은 돌연변이와 함께 성장했으며 돌연변이는 무작위에 미치지 못하기 때문에 DNA의 알파 입자보다 더 빠르고 더 자발적인 방향이었다고 생각한다.
레이먼드는 리눅스의 혁명적인 면모를 기술이 아닌 사회적인 것으로 본다. 리눅스 이전에 복잡한 소프트웨어를 소규모 단체들에 의해 주의깊게 설계되었으나 리눅스는 완전히 다른 방식으로 진화하였다. 거의 처음부터 인터넷을 통해서만 조직화되는 상당한 수의 자발적 이용자들에 의해 무심코 해킹되었다. 품질은 엄격한 기준이나 독재적으로 관리되지 않았고 수일 동안 사용자 수백 명으로부터 피드백을 받아 매주 릴리스하는 단순한 전략을 취함으로써 개발자들이 도입한 돌연변이의 빠른 다윈 선별 정렬 방식을 만들어냈다. 리눅스 기반 시스템은 모듈 방식의 유닉스 계열 운영 체제이며 1970년대와 1980년대 중 유닉스 안에서 구축된 원리로부터 기초적 설계 대부분을 가져왔다. 이러한 시스템은 프로세스 제어, 네트워킹, 주변기기 접근, 파일 시스템을 관리하는 모놀리식 커널을 사용한다. 장치 드라이버는 커널에 직접 통합되어 있거나 시스템 실행 중에 로드되는 모듈로 추가된다.
GNU 유저랜드는 리눅스 커널에 기반한 대부분 시스템의 중요한 부분이지만, 안드로이드가 바로 주목할만한 예외이다.
프로젝트의 C 라이브러리의 구현체는 커널 사용자 공간 인터페이스에 필수적인 리눅스 커널의 시스템 호출의 래퍼로서 동작하며 툴체인은 리눅스 커널을 빌드하기 위해 사용되는 컴파일러 모음집이며 코어유틸리티는 수많은 기초적 유닉스 도구들을 구현한다. 이 프로젝트는 또한 저명한 CLI 셸인 Bash를 개발하고 있다. 대부분의 리눅스 시스템에 쓰이는 그래픽 사용자 인터페이스(GUI)는 X 윈도 시스템 구현체 위에 빌드된다. 근래에 리눅스 커뮤니티는 X 윈도 시스템 대신 새로운 디스플레이 서버 프로토콜로서 웨이랜드 사용을 추구한다. 수많은 기타 오픈 소스 소프트웨어 프로젝트가 리눅스 시스템에 기여한다.
| 사용자 모드                                    | 사용자 애플리케이션      | 예: bash, 리브레오피스, 김프, 블렌더, 0 A.D., 모질라 파이어폭스 등. | 예: bash, 리브레오피스, 김프, 블렌더, 0 A.D., 모질라 파이어폭스 등. | 예: bash, 리브레오피스, 김프, 블렌더, 0 A.D., 모질라 파이어폭스 등. | 예: bash, 리브레오피스, 김프, 블렌더, 0 A.D., 모질라 파이어폭스 등. | 예: bash, 리브레오피스, 김프, 블렌더, 0 A.D., 모질라 파이어폭스 등. |
| 사용자 모드                                    | 저수준 시스템 구성 요소: | 시스템 데몬: systemd, runit, logind, networkd, PulseAudio, ... | 윈도 시스템: X11, Wayland, SurfaceFlinger (안드로이드) | 기타 라이브러리: GTK+, Qt, EFL, SDL, SFML, FLTK, 그누스텝 등. | 기타 라이브러리: GTK+, Qt, EFL, SDL, SFML, FLTK, 그누스텝 등. | 그래픽스: 메사, AMD 카탈리스트, ... |
| 사용자 모드                                    | C 표준 라이브러리        | open(), exec(), sbrk(), socket(), fopen(), calloc(), ... (최대 2000개 함수) glibc는 POSIX/SUS 호환을 목적으로 함, uClibc는 임베디드 시스템을 대상으로 함, bionic은 안드로이드용으로 개발됨 등. | open(), exec(), sbrk(), socket(), fopen(), calloc(), ... (최대 2000개 함수) glibc는 POSIX/SUS 호환을 목적으로 함, uClibc는 임베디드 시스템을 대상으로 함, bionic은 안드로이드용으로 개발됨 등. | open(), exec(), sbrk(), socket(), fopen(), calloc(), ... (최대 2000개 함수) glibc는 POSIX/SUS 호환을 목적으로 함, uClibc는 임베디드 시스템을 대상으로 함, bionic은 안드로이드용으로 개발됨 등. | open(), exec(), sbrk(), socket(), fopen(), calloc(), ... (최대 2000개 함수) glibc는 POSIX/SUS 호환을 목적으로 함, uClibc는 임베디드 시스템을 대상으로 함, bionic은 안드로이드용으로 개발됨 등. | open(), exec(), sbrk(), socket(), fopen(), calloc(), ... (최대 2000개 함수) glibc는 POSIX/SUS 호환을 목적으로 함, uClibc는 임베디드 시스템을 대상으로 함, bionic은 안드로이드용으로 개발됨 등. |
| 커널 모드                                      | 리눅스 커널              | stat, splice, dup, read, open, Ioctl, write, mmap, close, exit 등. (약 380개 시스템 호출) 리눅스 커널 시스템 호출 인터페이스(System Call Interface, SCI는 POSIX/SUS 호환을 목표로 함)          | stat, splice, dup, read, open, Ioctl, write, mmap, close, exit 등. (약 380개 시스템 호출) 리눅스 커널 시스템 호출 인터페이스(System Call Interface, SCI는 POSIX/SUS 호환을 목표로 함)          | stat, splice, dup, read, open, Ioctl, write, mmap, close, exit 등. (약 380개 시스템 호출) 리눅스 커널 시스템 호출 인터페이스(System Call Interface, SCI는 POSIX/SUS 호환을 목표로 함)          | stat, splice, dup, read, open, Ioctl, write, mmap, close, exit 등. (약 380개 시스템 호출) 리눅스 커널 시스템 호출 인터페이스(System Call Interface, SCI는 POSIX/SUS 호환을 목표로 함)          | stat, splice, dup, read, open, Ioctl, write, mmap, close, exit 등. (약 380개 시스템 호출) 리눅스 커널 시스템 호출 인터페이스(System Call Interface, SCI는 POSIX/SUS 호환을 목표로 함)          |
| 커널 모드                                      | 리눅스 커널              | 프로세스 스케줄링 하위 시스템 | IPC 하위 시스템 | 메모리 관리 하위 시스템 | 가상 파일 하위 시스템 | 네트워크 하위 시스템 |
| 커널 모드                                      | 리눅스 커널              | 기타 구성 요소: ALSA, DRI, evdev, LVM, 장치 매퍼, 리눅스 네트워크 스케줄러, 넷필터 리눅스 보안 모듈: SELinux, TOMOYO, 앱아머, 스맥                                                             | | | | |
| 하드웨어 (CPU, 주 메모리, 데이터 기억 장치 등) |                          | | | | | |

설치되는 리눅스 시스템 구성 요소는 다음이 포함된다:
- 부트로더(예: GNU GRUB, LILO, SYSLINUX, Gummiboot): 리눅스 커널을 컴퓨터의 주 메모리로 로드하는 프로그램이다. 컴퓨터가 켜진 다음 펌웨어 초기화가 수행된 이후 실행된다.
- init 프로그램(예: 전통적인 sysvinit과 더 새로운 systemd, OpenRC, Upstart): 리눅스 커널에 의해 시작되는 최초의 프로세스이며 프로세스 트리의 루트에 위치해 있다. 즉, 모든 프로세스는 init을 통해 실행된다. 시스템 서비스와 로그인 프롬프트(그래픽 또는 터미널 모드) 등의 프로세스를 시작한다.
- 소프트웨어 라이브러리: 실행 중인 프로세스가 사용할 수 있는 코드를 포함한다. ELF 포맷 실행 파일을 사용하는 리눅스 시스템에서 동적 라이브러리 이용을 관리하는 동적 링커의 이름은 ld-linux.so이다. 사용자들이 직접 소프트웨어를 컴파일할 수 있도록 시스템이 구성되어 있다면 헤더 파일 또한 설치된 라이브러리의 인터페이스를 기술하기 위해 포함된다. 리눅스 시스템에서 가장 흔히 사용되는 소프트웨어 라이브러리 GNU C 라이브러리(glibc) 외에 SDL, 메사 등 그 밖의 수많은 라이브러리들이 존재한다.
  - C 표준 라이브러리는 컴퓨터 시스템에서 C 프로그램을 실행하기 위해 필요한 라이브러리이며, 표준이 되는 GNU C 라이브러리라 할 수 있다. 임베디드 시스템의 경우 musl, EGLIBC(데비안에 사용되는 glibc 포크), uClibc(uClinux용으로 설계됨) 등 다른 대안들이 개발되었으나 마지막 2개는 더 이상 유지보수되지 않는다. 안드로이드는 Bionic이라는 자체 C 라이브러리를 사용한다.
- 표준 구현체가 되는 GNU 코어 유틸리티를 포함한 기초적인 유닉스 명령어. 임베디드 시스템의 경우 카피레프트 비지박스, BSD 라이선스의 토이박스 등 다른 대안들이 존재한다.
- 위젯 툴킷은 응용 소프트웨어용 그래픽 사용자 인터페이스(GUI)를 빌드하기 위해 사용되는 라이브러리이다. 수많은 위젯 툴킷을 사용할 수 있는데, 여기에는 GTK, 그놈 프로젝트에 의해 개발된 클러터, Qt 프로젝트가 개발하고 Digia가 주도하는 Qt, 인라이튼먼트 팀이 주로 개발하는 인라이튼먼트 파운데이션 라이브러리(EFL)가 포함된다.
- dpkg, RPM 등 패키지 관리 시스템. 다른 패키지들은 바이너리나 소스 형태의 Tarball로부터 컴파일이 가능하다.
- 명령 셸이나 윈도 환경 등의 사용자 인터페이스 프로그램.

### 사용자 인터페이스
셸로 알려진 사용자 인터페이스는 명령 줄 인터페이스(CLI), 그래픽 사용자 인터페이스(GUI), 또는 임베디드 시스템에 일반적인 관련 하드웨어에 부착된 컨트롤일 수 있다. 데스크톱 시스템의 경우 기본 사용자 인터페이스는 일반적으로 그래픽이지만 터미널 에뮬레이터 창이나 별도의 가상 콘솔을 통해 CLI를 사용하는 것이 일반화되어 있다.
CLI 셸은 텍스트 기반 사용자 인터페이스이며 입출력을 위해 모두 텍스트를 사용한다. 리눅스에 사용되는 저명한 셸은 Bash(본 어겐 셸)이며 본래 GNU 프로젝트용으로 개발되었다. 유저랜드의 다양한 부분을 포함하는 가장 낮은 단계의 리눅스 구성 요소들은 예외적으로 CLI를 사용한다. CLI는 특히 반복적이거나 지연되는 작업의 자동화에 최적화되어 있으며 매우 단순한 프로세스 간 통신을 제공한다.
데스크톱 시스템에서 가장 대중적인 사용자 인터페이스는 GUI 셸이며 KDE 플라스마, 그놈, 메이트, 시나몬, LXDE, Pantheon, Xfce 등 확장 데스크톱 환경과 함께 패키징되지만 다양한 추가 사용자 인터페이스들이 존재한다. 대부분의 대중적인 사용자 인터페이스들은 이른바 X로 불리는 X 윈도 시스템에 기반을 둔다. 네트워크 투명성을 제공하며 특정 시스템에서 실행 중인 그래픽 애플리케이션이 다른 시스템에서 표시될 수 있도록 함으로써 사용자가 애플리케이션과 통신할 수 있다. 그러나 X 윈도 시스템의 특정 확장 기능들은 네트워크를 경유하여 동작하지 못한다. 참고 구현체를 포함(가장 대중적인 것이 X.Org 서버)하여 일부 X 디스플레이 서버들이 존재한다.
서버 배포판은 개발자와 관리자들을 위해 명령 줄 인터페이스를 제공할 수 있으나 시스템의 특정 목적을 위해 설계된, 최종 사용자를 위한 사용자 지정 인터페이스를 제공한다. 사용자 지정 인터페이스는 다른 시스템에 상주하는 클라이언트를 통해 접근되며 꼭 리눅스 기반일 필요는 없다.
일부 유형의 창 관리자는 X11용으로 존재하며, 틸팅, 동적, 스택, 컴포지트 방식이 포함된다. 창 관리자는 개별 애플리케이션 창의 위치와 모습을 제어하는 수단을 제공하며 X 윈도 시스템과 통신한다. 더 단순한 X 윈도 관리자, 이를테면 dwm, ratpoison, i3wm, herbstluftwm과 같은 것들은 미니멀리스트적 기능을 제공하지만 FVMM, 인라이튼먼트, 윈도 메이커 등의 더 세련된 창 관리자들은 내장 작업 표시줄, 테마와 같은 더 많은 기능들을 제공하지만 데스크톱 환경들과 비교할 때 여전히 가벼운 편에 속한다. 데스크톱 환경에는 자체 표준 설치본의 일부로서 Mutter(그놈), KWin(KDE), Kfwm(kfce) 등의 창 관리자를 포함하지만 사용자는 원하는 경우 각기 다른 창 관리자를 골라서 쓸 수 있다.
웨이랜드는 X11 프로토콜을 대체할 목적으로 개발된 디스플레이 서버 프로토콜이다. 2014년 기준으로, 폭넓게 채택되지는 못한 상황이다. X11과 달리 웨이랜드는 외부 창 관리자와 컴포지트 관리자가 필요하지 않다. 그러므로 웨이랜드 컴포지터는 디스플레이 서버, 창 관리자, 컴포지트 관리자의 역할을 할 수 있다. 웨스턴(Weston)은 웨이랜드의 참조 구현체이지만 그놈의 Mutter와 KDE의 KWin이 독립적인 디스플레이 서버 형태로 웨이랜드에 포팅되고 있다. 인라이튼먼트는 이미 버전 19부터 성공적으로 이식되었다.

### 비디오 입력 기반 구조
리눅스는 현재 비디오 입력 장치를 관리하기 위한 2개의 현대적 커널 유저스페이스 API를 갖추고 있다: 비디오 스트림과 라디오를 위한 V4L2 API, 디지털 TV 수신을 위한 DVB API.
장치의 다양성과 복잡성을 이유로, 또 해당 API가 관리하는 수많은 포맷과 표준들로 인해 이 기반 구조는 다른 장치들과 더 잘 호환할 수 있도록 개선이 필요하다. 또, 양호한 유저스페이스 장치 라이브러리는 유저스페이스 애플리케이션들이 해당 장치들에 의해 지원되는 모든 포맷과 성공적으로 동작시키기 위한 중요한 요소이기도 하다.

### 멀티 부팅
리눅스는 부팅 수준에서 GRUB 등을 통해 여러 OS로 부팅하는 것을 지원한다.
또한 리눅스는 GRUB를 통해 콘솔모드 부팅뿐만 아니라 콘솔 모드에서 X 윈도 시스템 환경인 GUI 모드와 상호 변환을 완벽히 지원한다.

### 이식성
리눅스 커널은 원래 IA-32 아키텍처의 Intel 80386 마이크로프로세서를 위해 설계되었다. 그러나 지금은 다양한 컴퓨터 아키텍처를 지원한다. 리눅스는 광범위한 아키텍처에 포팅된 운영 체제 중 하나이며, 포팅뿐 아니라 이러한 장치를 위한 배포판 또한 존재한다. 그래서 HP 아이팩과 같은 PDA에서부터 메인프레임 최신 장비인 IBM zEnterprise System에 이르기까지 다양한 시스템에서 이용된다.

## 개발

유닉스 계열 운영 체제의 역사를 단순하게 보여준 그림. 리눅스는 POSIX 표준의 일부로서 유사한 아키텍처와 개념을 공유하지만 오리지널 유닉스나 MINIX와 비자유 소스 코드를 공유하지는 않는다.

리눅스와 기타 수많은 대중적인 당대 운영 체제들과의 주된 차이점은 리눅스 커널과 기타 구성 요소들이 자유-오픈 소스 소프트웨어라는 점이다. 리눅스는 이러한 관점에서 유일한 운영 체제는 아니지만 지금까지 가장 널리 사용되는 운영 체제이다. 일부 자유-오픈 소스 소프트웨어 라이선스는 카피레프트의 원칙에 기반을 두고 있다. 즉, 카피레프트로 된 소프트웨어에서 파생된 작품은 그 자체가 카피레프트여야 한다는 논지이다. 가장 일반적인 자유 소프트웨어 라이선스인 GNU GPL은 카피레프트의 일종이며 리눅스 커널과 GNU 프로젝트의 구성 요소들 가운데 다수에 사용되고 있다.
리눅스 기반 배포판들은 개발자들이 다른 운영 체제 및 기반 컴퓨팅 표준들과의 상호 운용성을 위해 고안되었다. 리눅스 시스템은 POSIX, SUS, LSB, ISO, ANSI 표준을 가능한 준수하지만, 오늘날까지 오직 하나의 리눅스 배포판인 Linux-FT만이 POSIX.1 인증을 받았다.
협업을 통해 개발된 자유 소프트웨어 프로젝트는 개인이 독자적으로 개발되기도 한다. 소프트웨어 라이선스가 명시적으로 재배포를 허가한다는 사실은 그러나 독립적인 프로젝트에 의해 개발되는 소프트웨어를 대형 프로젝트들이 수집할 수 있게 하는 토대를 마련하며 이 모든 것들이 한 번에 리눅스 배포판 형태로 이용될 수 있게 한다.
수많은 리눅스 배포판들은 네트워크 연결을 경유하여 다운로드와 설치를 통해 원격에서 시스템 소프트웨어와 응용 소프트웨어 패키지를 수집하고 관리한다. 이를 통해 사용자들은 저만의 필요에 따라 운영 체제에 순응해나간다. 배포판들은 개인, 유동적인 팀, 자발적인 단체, 상업 단체들에 의해 유지보수된다. 배포판은 설치된 리눅스 커널의 기본 구성, 일반 시스템 보안, 각기 다른 소프트웨어 패키지들을 하나의 일관된 패키지로 통합하는 일을 떠맡는다. 배포판은 일반적으로 apt, yum, zypper, 팩맨, portage 등의 패키지 관리자를 사용하여 특정 지점으로부터 시스템 소프트웨어를 설치, 제거, 업데이트할 수 있는 기능을 제공한다.

## 하드웨어 지원

리눅스는 다양한 유형의 하드웨어 어디서든 볼 수 있다.

리눅스 커널은 널리 이식된 운영 체제 커널로서, 휴대 전화에서부터 슈퍼컴퓨터에 이르기까지 여러 장치에서 이용이 가능하다.
매우 다양한 범위의 컴퓨터 아키텍처 위에서 동작하는데, 여기에는 휴대용 ARM 기반 iPAQ와 IBM 메인프레임 시스템 z9이나 시스템 z10이 포함된다. 주류에서 조금 벗어난 아키텍처를 위한 특수한 배포판과 커널 포크(fork)들이 존재한다. 예를 들어 ELKS 커널 포크는 인텔 8086이나 인텔 80286 16비트 마이크로프로세서에서 동작하는 반면 µClinux 커널 포크는 메모리 관리 장치(MPU)가 없는 시스템에서 동작할 수 있다. 커널은 또한 매킨토시 컴퓨터(파워PC와 인텔 프로세서 모두), PDA, 비디오 게임기, 휴대용 음악 플레이어, 휴대 전화 등에서 볼 수 있듯이 제조사가 만든 운영 체제의 이용을 염두에 둔 아키텍처 위에서 동작하기도 한다.
프리덤HEC와 같이 리눅스 하에서 다양한 하드웨어의 지원을 유지보수하고 개선하는 일을 맡은 여러 산업 협회들과 하드웨어 콘퍼런스가 존재한다. 시간이 지남에 따라 리눅스에서 각기 다른 하드웨어의 지원이 개선되었으며 호환성 개선이 이루어졌다.
2014년, 테스트된 모든 하드웨어 구성 데이터베이스를 자동으로 수집하기 위한 새로운 이니셔티브가 시작되었다.

## 이용
데스크톱과 서버에 쓰이는 범용 목적으로 설계된 리눅스 배포판 외에도 각기 다른 다음과 같은 목적을 위한 특수 제작된 배포판도 존재한다: 컴퓨터 아키텍처 지원, 임베디드 시스템, 안정성, 보안, 특정 지역이나 언어로의 지역화, 특정 사용자 그룹 타게팅, 실시간 애플리케이션 지원, 주어진 데스크톱 환경에 대한 기여. 게다가 일부 배포판은 자유 소프트웨어만을 포함하는 경우도 있다. 2015년 기준으로 400개가 넘는 리눅스 배포판들이 현재 개발되고 있으며 그 중 약 12개 정도의 배포판이 범용 목적으로 대중화되어 쓰이고 있다. 한국형 리눅스 배포판 가운데에는 하모니카 등이 포함된다.

### 데스크톱

리눅스 데스크톱 스택에 보이는 소프트웨어 구성 요소에는 디스플레이 서버, 위젯 엔진, 또 널리 쓰이는 위젯 툴킷 중 일부가 포함된다. D-Bus, 펄스오디오처럼 최종 사용자에게 직접적으로 보이지 않는 구성 요소도 존재한다.

표준 데스크톱 컴퓨터와 노트북에서 리눅스의 인기는 해마다 증가하고 있다. 현대의 대부분의 배포판들은 그래픽 사용자 환경을 포함하며, 2015년 기준으로 가장 대중적인 환경으로는 KDE 플라스마 데스크톱과 Xfce, 이렇게 2가지가 있다.
단독의 공식 리눅스 데스크톱은 존재하지 않는다. 데스크톱 환경과 리눅스 배포판은 자유-오픈 소스 소프트웨어 풀에서 구성 요소를 선택하며 어느 정도는 유연한 디자인 가이드를 구현하는 GUI를 구성한다. 이를테면 그놈은 인간 인터페이스 가이드라인을 디자인 가이드로 삼고 있어서 인간-기계 인터페이스를 중요한 역할로 제공하는데, 단순히 그래픽 디자인만 보는 것이 아니라 장애가 있는 사람들까지 염두에 두며 보안에도 초점을 둔다.
자유 소프트웨어 개발의 '협업'이라는 특징 덕분에 여러 곳에 분산된 팀들이, 사유 시스템의 지역화가 비용 효율적이지 않은 일부 리눅스 배포판의 언어 지역화가 가능하게 되었다. 한 예로 싱할라어 버전의 Knoppix 배포판은 마이크로소프트가 윈도우 XP를 싱할라어로 번역하기 전까지 중요한 수준으로 취급되며 이용되었다. 이 건과 관련하여 랑카 리눅스 유저 그룹이 대학교 교수, 언어학자, 지역 개발자들의 노력이 한데 어우러져 지역화 시스템을 개발하는 일에 주된 역할을 하였다.

#### 성능과 애플리케이션
데스크톱에서 리눅스 성능은 논란의 주제로 되고 있다.
예를 들어 2007년 콘 콜리바스는 서버 위주로만 성능을 우선시한다는 이유로 리눅스 커뮤니티를 고소하였다. 그는 데스크톱에 초점을 아예 두지 않는 것에 실망감이 들어 리눅스 커널 개발을 그만두었으며 이 주제에 관한 진실을 모두 폭로하는 인터뷰를 했다. 그 뒤로 데스크톱 경험 개선에 초점을 둔 상당한 개발이 진척되었다. systemd와 Upstart(2014년 구식화됨)과 같은 프로젝트들은 더 빠른 부팅 시간에 초점을 둔다. 웨이랜드(Wayland)와 미르(Mir) 프로젝트는 X11을 대체하는 대신 데스크톱 성능, 보안, 화면 표시 부분을 개선한다.
수많은 대중적인 애플리케이션들이 다양한 운영 체제에서 이용이 가능해졌다. 예를 들어 모질라 파이어폭스, OpenOffice.org/리브레오피스, 블렌더는 모든 주요 운영 체제에서 다운로드가 가능한 버전이다. 게다가 예를 들어 피진과 GIMP과 같이 일부 애플리케이션은 처음부터 리눅스용으로 개발되었는데, 이것들은 인기의 상승으로 인해 윈도우, macOS 등 다른 운영 체제들에도 이식되었다. 또, 상당한 수의 사유 데스크톱 애플리케이션 또한 리눅스에서 지원되는데, 이를테면 하이엔드 애니메이션 및 시각 효과 분야의 오토데스크 마야, 더 파운드리스 누크가 있다. 상세 내용은 리눅스용 사유 소프트웨어 목록(en)을 참고할 것. 자신들만의 또는 다른 기업들의 게임을 리눅스로 이식하는 여러 기업들 또한 존재하며, 리눅스는 저명한 스팀과 Desura 디지털 배급 서비스의 지원 플랫폼이 되었다.
그밖에도 마이크로소프트 윈도우와 macOS용으로 이용 가능한 수많은 유형의 애플리케이션들이 리눅스에서도 실행된다. 공통적으로 자유 소프트웨어 애플리케이션은 다른 운영 체제에서 보이는 애플리케이션의 기능을 수행할 수 있고 해당 애플리케이션이 리눅스에서 동작하는 버전을 갖추고 있는 경우도 있다.(예: 스카이프, 그리고 도타 2와 팀 포트리스 2 등의 일부 비디오 게임) 게다가 와인 프로젝트는 수정되지 않은 기존 윈도우 애플리케이션들을 리눅스에서 실행할 수 있는 윈도우 호환성 계층을 제공한다. 와인의 상용 소프트웨어를 제공하는 코드위버스를 포함한 상업체들에 의해 후원을 받는다. 2009년 이후로 구굴은 와인 프로젝트에 자금을 제공하고 있다. 오픈 소스 와인 프로젝트에 기반한 사유 솔루션 크로스오버(CrossOver)는 윈도우 버전의 마이크로소프트 오피스, Intuit 애플리케이션(예: Quicken, 퀵북스), 어도비 포토샵 버전들(CS2), 월드 오브 워크래프트 등 수많은 대중적인 게임들의 실행을 지원한다.
탁상출판, 프로페셔널 오디오와 같은 부문에서 일부 소프트웨어의 리눅스 포팅판이 없는 경우에서도 리눅스에서 이용 가능한 동등한 수준의 소프트웨어가 존재한다. 또, 안드로이드용으로 개발된 애플리케이션은 Anbox를 사용하는 다른 리눅스 버전에서 실행이 가능하다.

#### 구성 요소와 설치
X 윈도 시스템과 같은 쉽게 볼 수 있는 구성 요소들 외에 D-Bus나 펄스오디오와 같은 freedesktop.org가 호스팅하는 프로그램들의 역할 또한 중요하다. 2개의 주요 데스크톱 환경들인 그놈과 KDE는 이것들을 모두 포함하고 있으며 각기 그에 상응하는 툴킷(GTK나 Qt)을 사용하여 개발된 그래피컬 프론트엔드를 제공한다. 디스플레이 서버는 오랜 기간 X11 디스플레이 서버 프로토콜로 클라이언트와의 통신을 맡은 또다른 구성 요소이다. X11 통신을 하는 저명한 소프트웨어로는 X.Org 서버와 Xlib이 있다. 번거로운 X11 코어 프로토콜에 대한 실망, 특히 수많은 확장 기능으로 인해 웨이랜드라는 새로운 디스플레이 서버 프로토콜이 탄생하게 되었다.
리눅스에서 소프트웨어를 설치, 업데이트, 제거하는 일은 시냅틱 패키지 매니저, 패키지킷, Yum 익스텐더와 같은 패키지 관리자를 이용하여 수행되는 것이 일반적이다. 대부분의 주요 리눅스 배포판들은 광활한 저장소를 갖추고 있고 수천 수만의 패키지를 보유하고 있는 경우도 있으나 리눅스에서 실행할 수 있는 모든 소프트웨어를 공식 저장소로부터 받아서 쓸 수 있는 것은 아니다. 이에 대한 대안으로, 사용자는 비공식 저장소로부터 패키지를 설치하거나 웹사이트로부터 직접 미리 컴파일된 패키지를 다운로드하거나 직접 소스 코드를 컴파일하여 쓸 수 있다. 이 모든 방식들은 저마다 서로 다른 수준의 난이도가 있다. 소스 코드를 컴파일하는 것은 일반적으로 신규 리눅스 사용자들에게는 도전 과제로 간주될 수 있으나 현대의 대부분의 배포판에서는 꼭 필수적으로 간주되지는 않으며 리눅스에 특화된 방식 또한 아니다.

그래픽 데스크톱 인터페이스 샘플
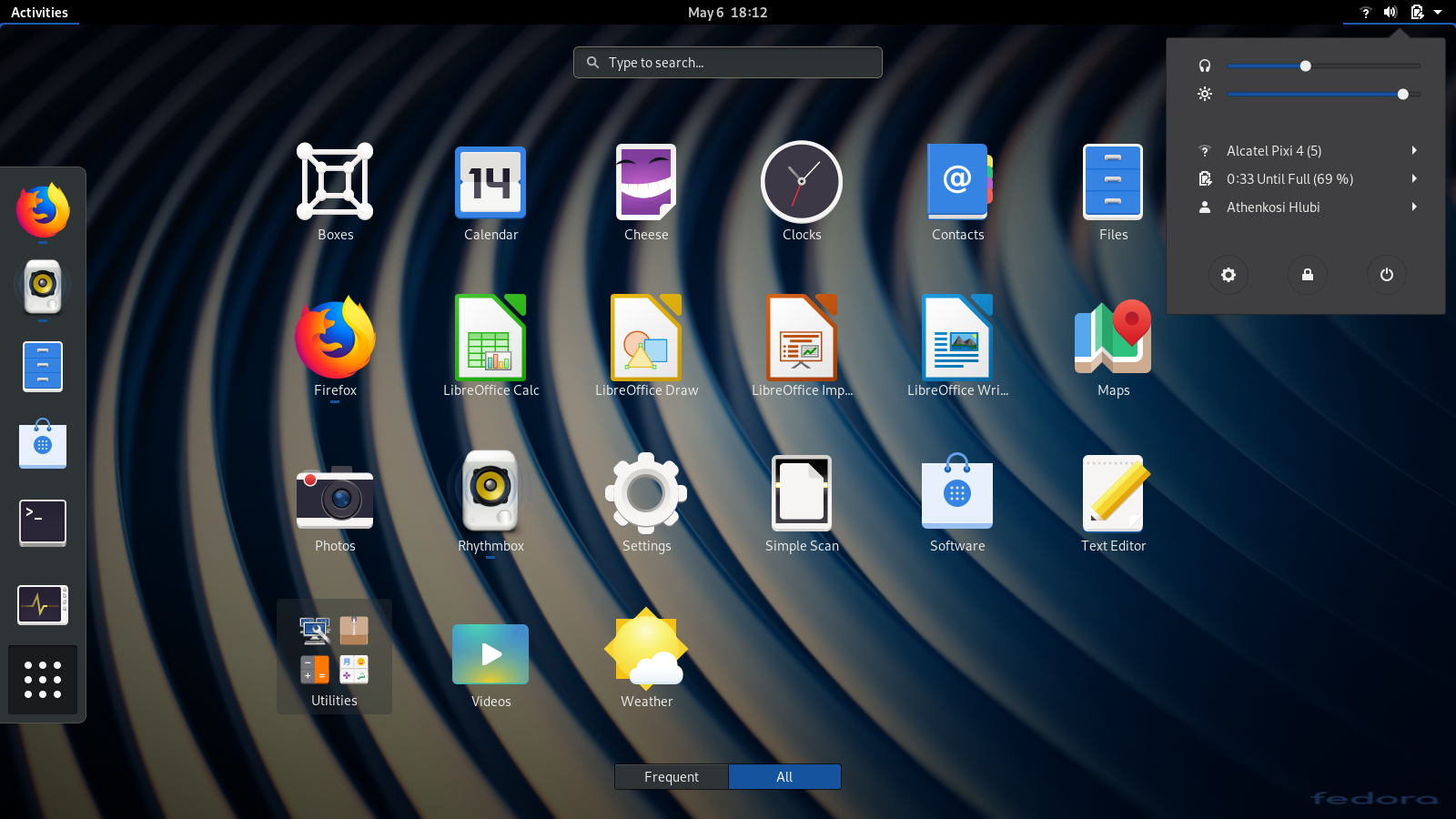
GNOME
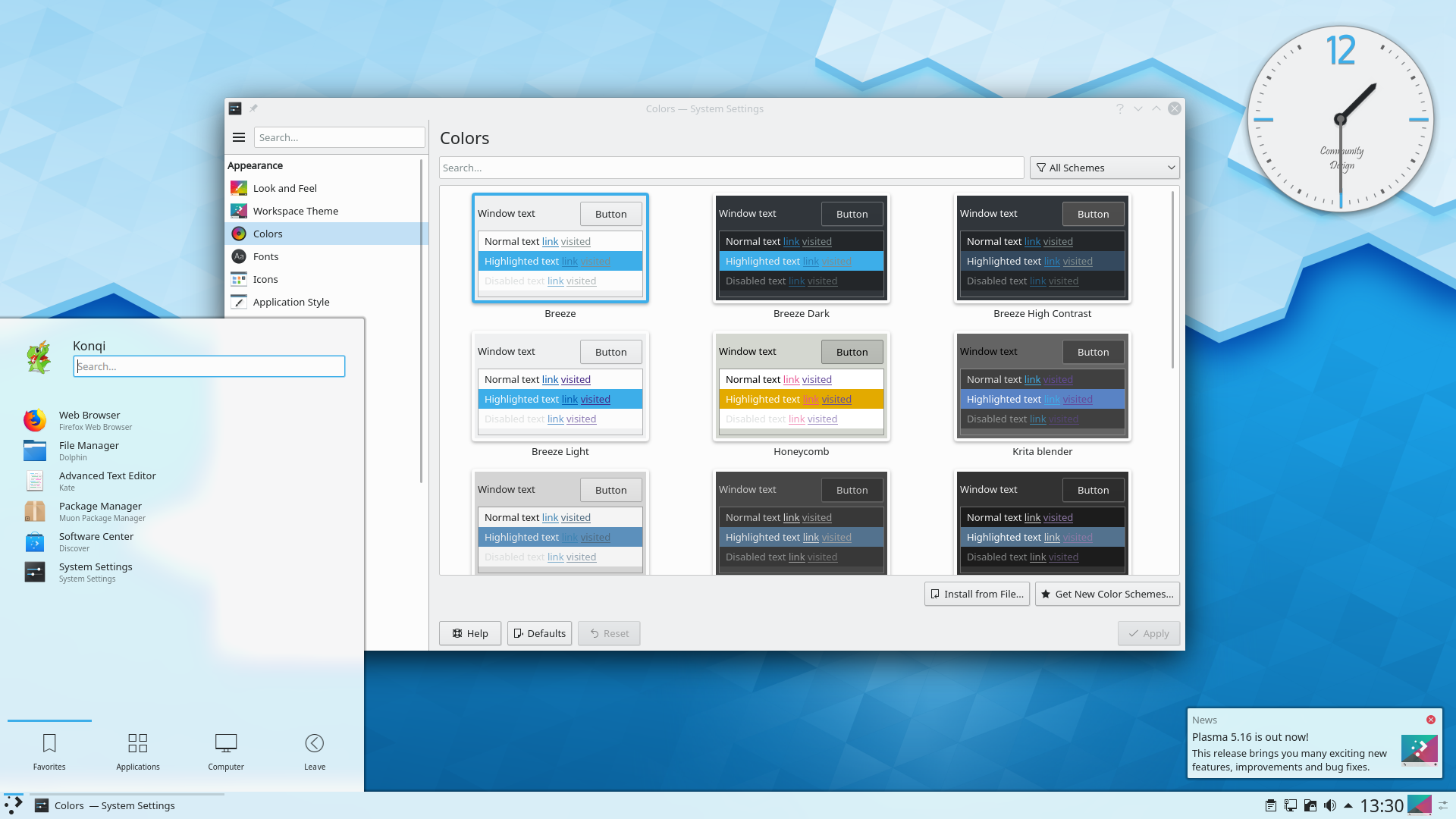
KDE 플라스마
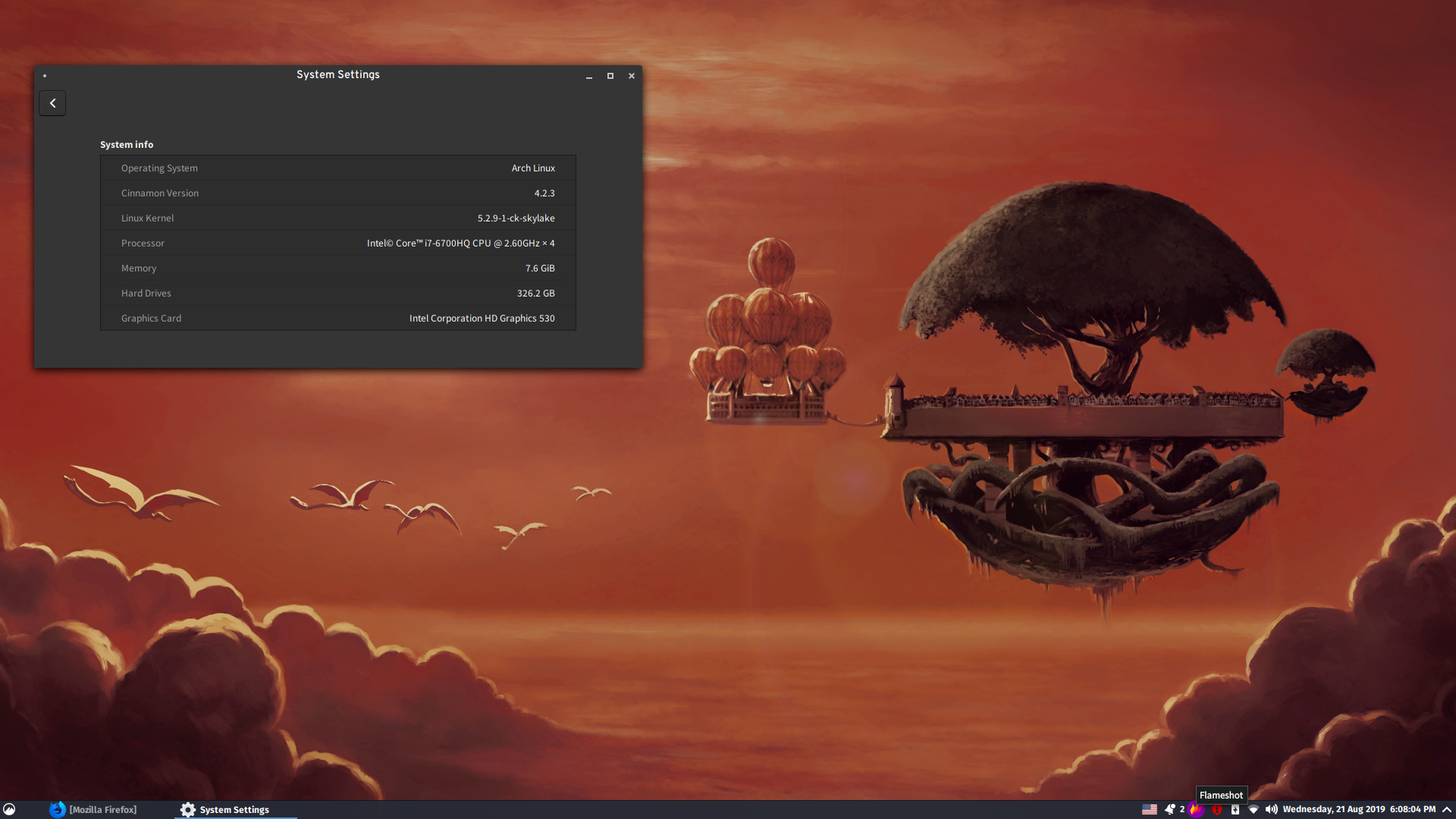
시나몬
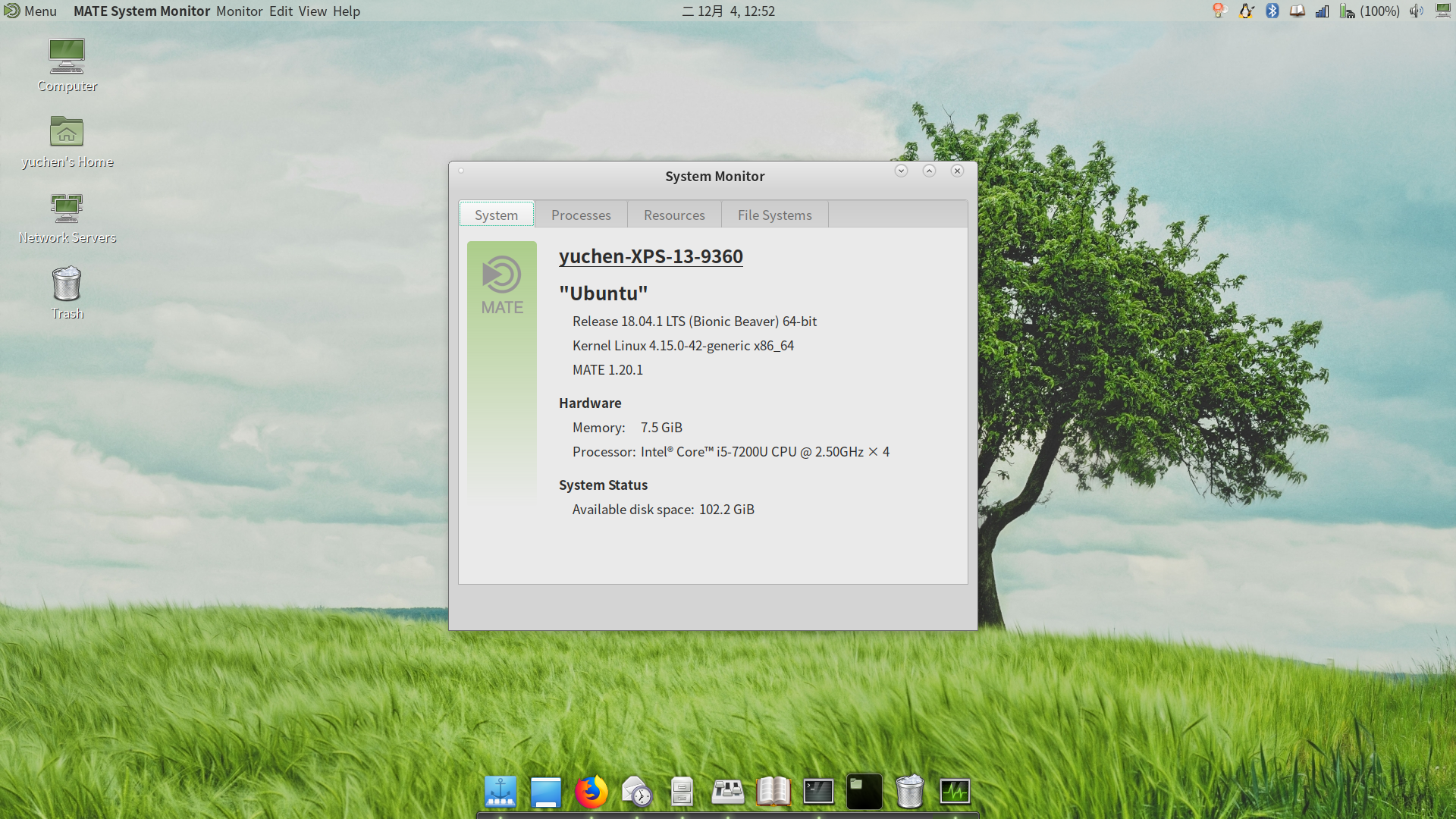
Mate
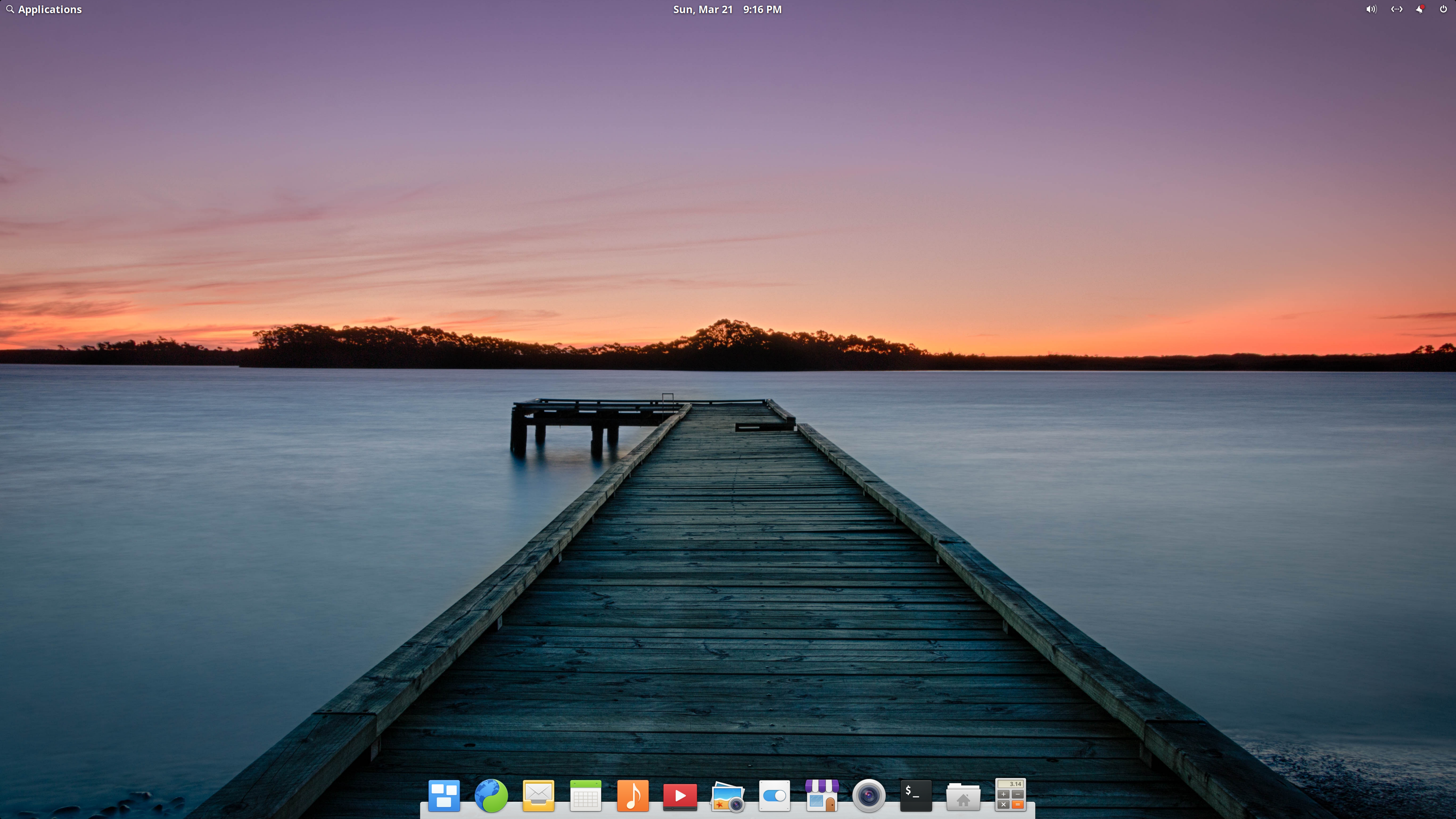
Pantheon
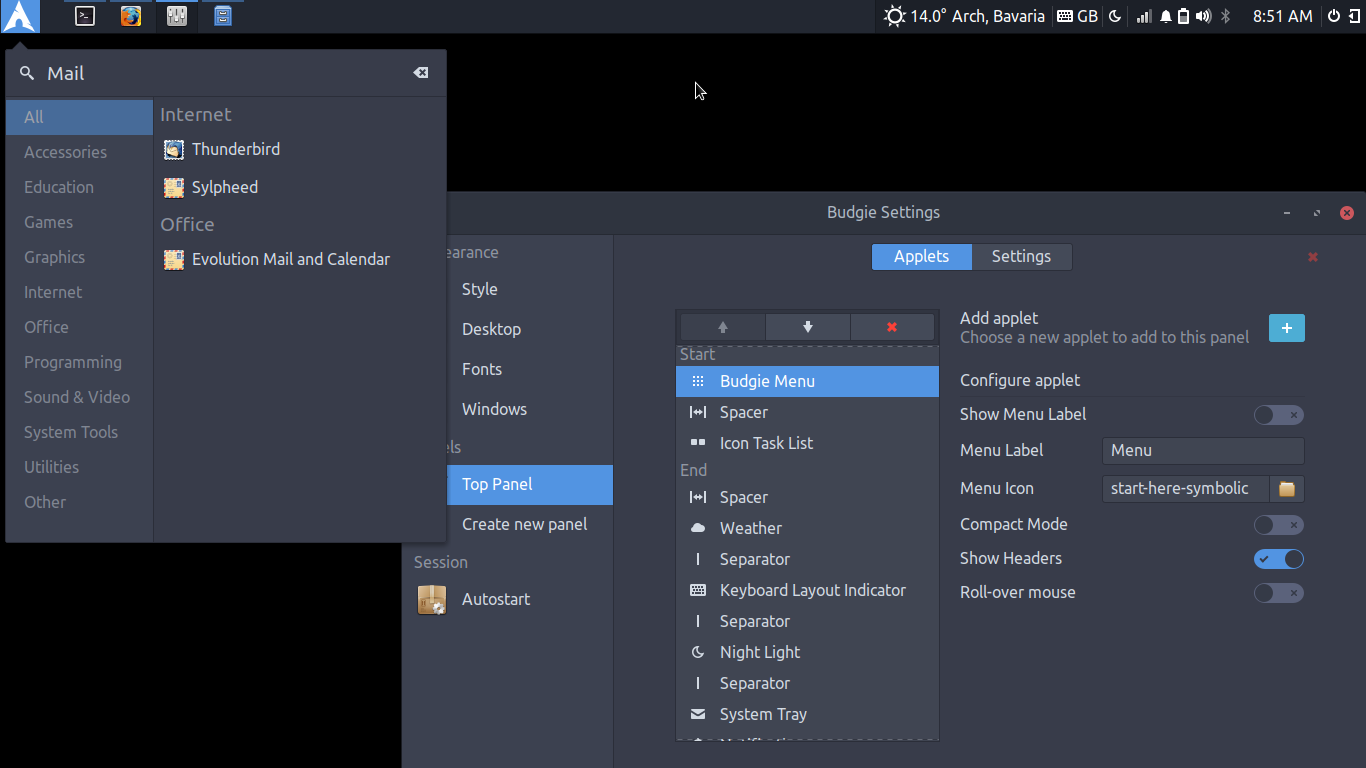
Budgie
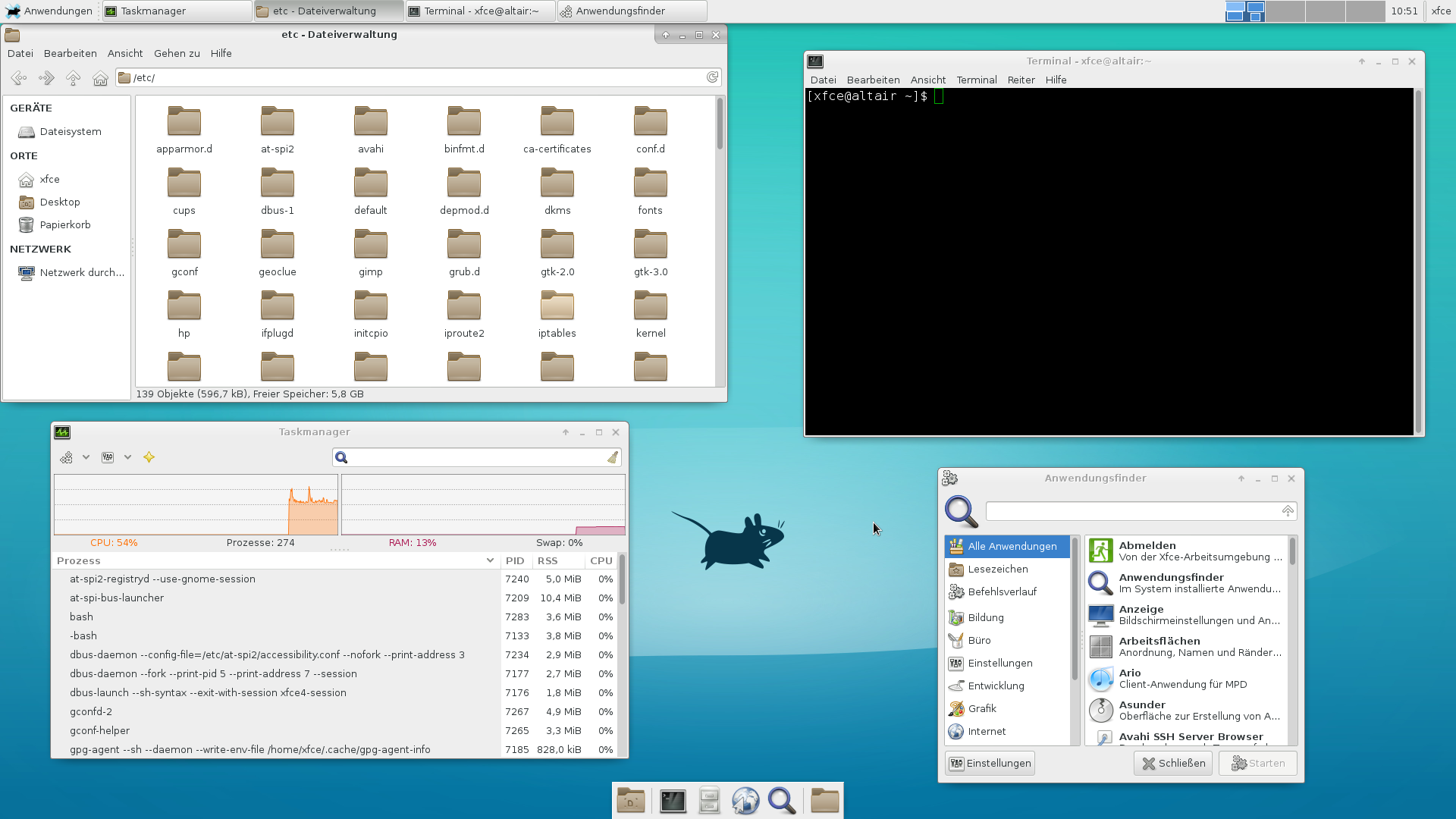
Xfce
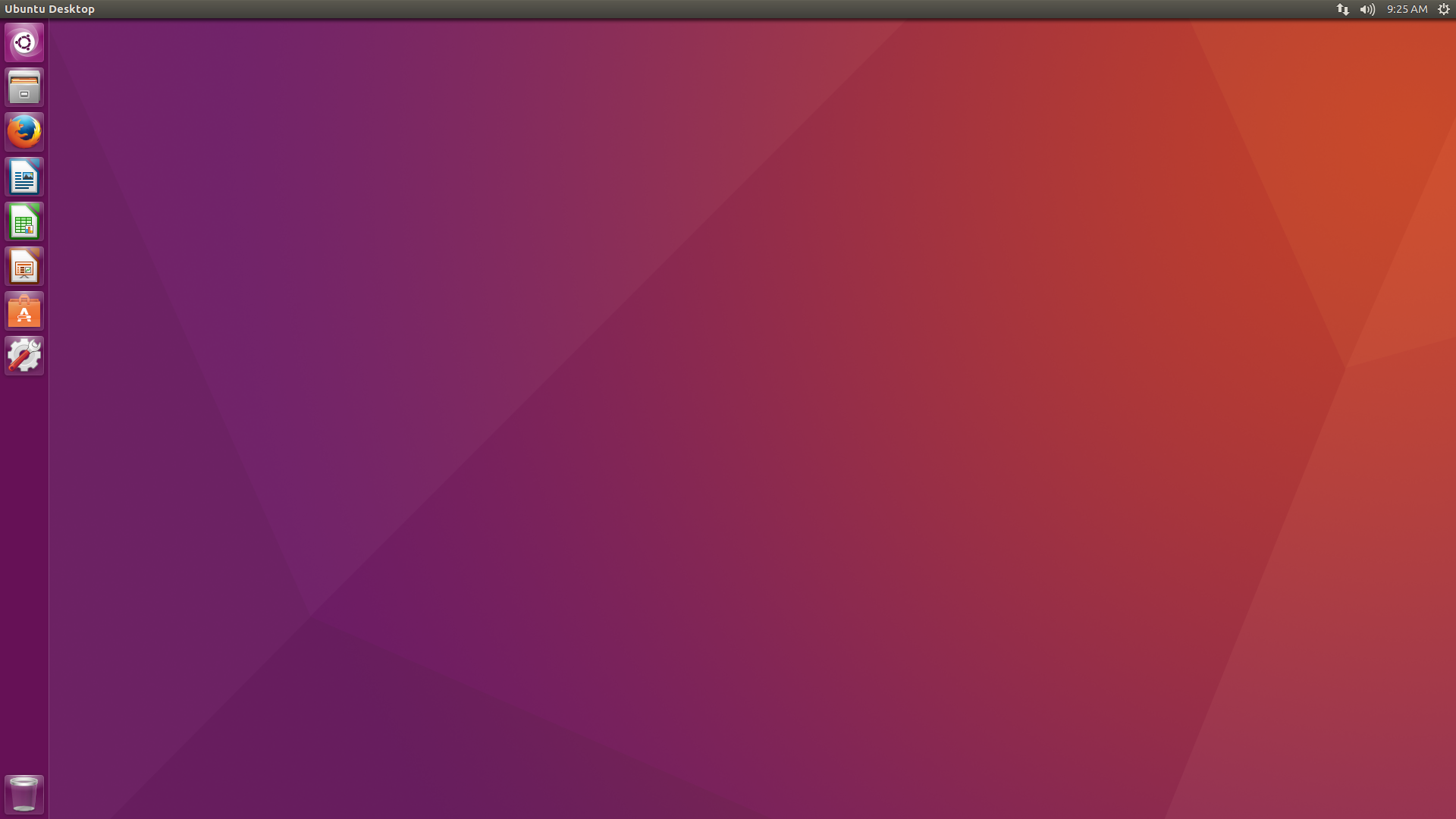
Unity (우분투 20.04를 기점으로 중단)
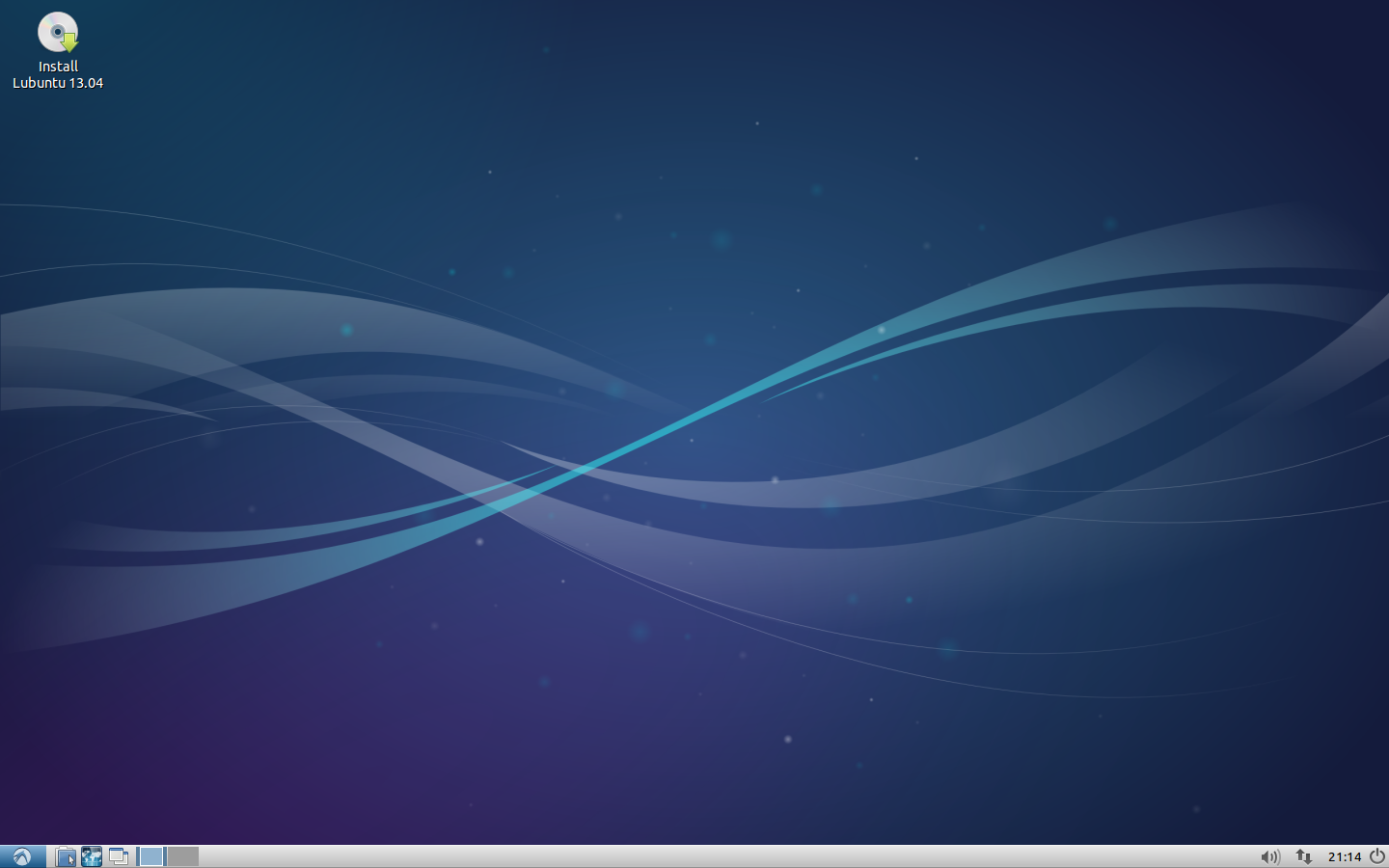
LXDE
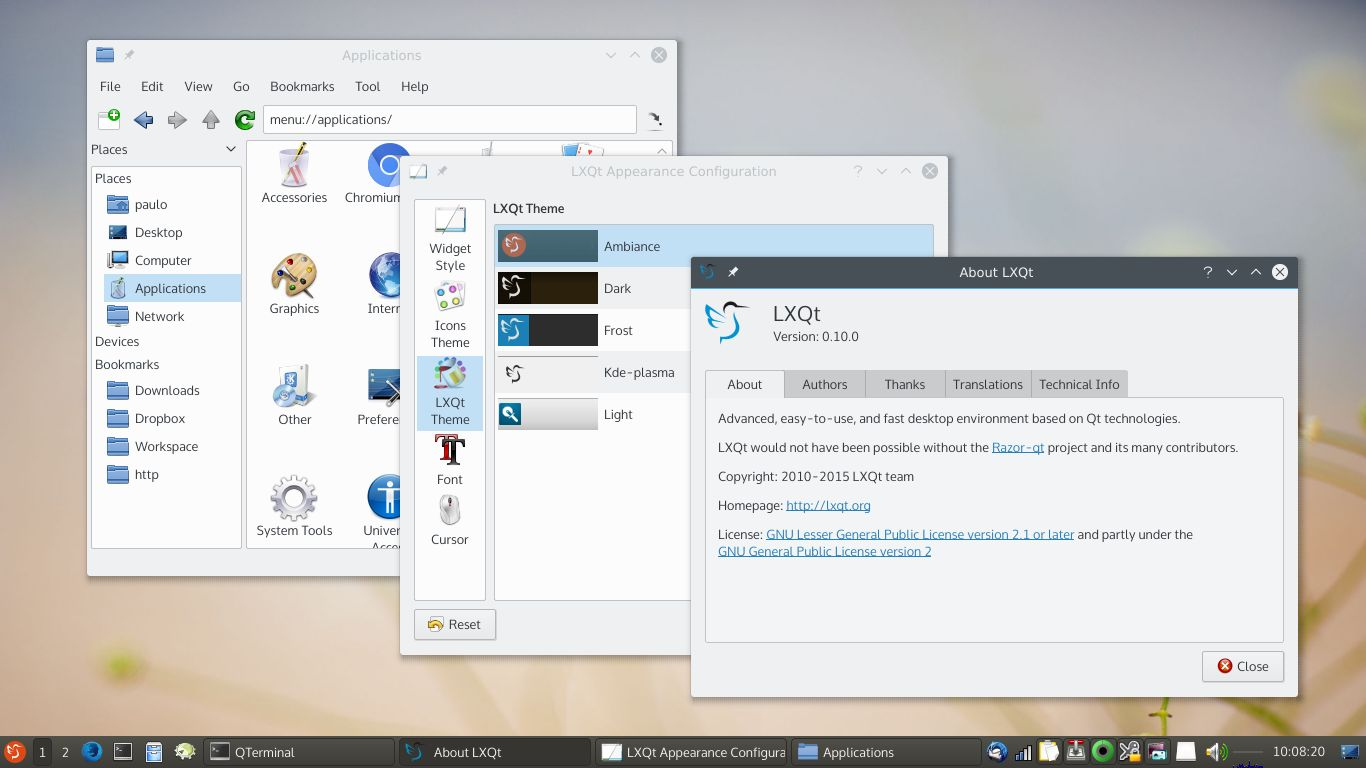
LXQt
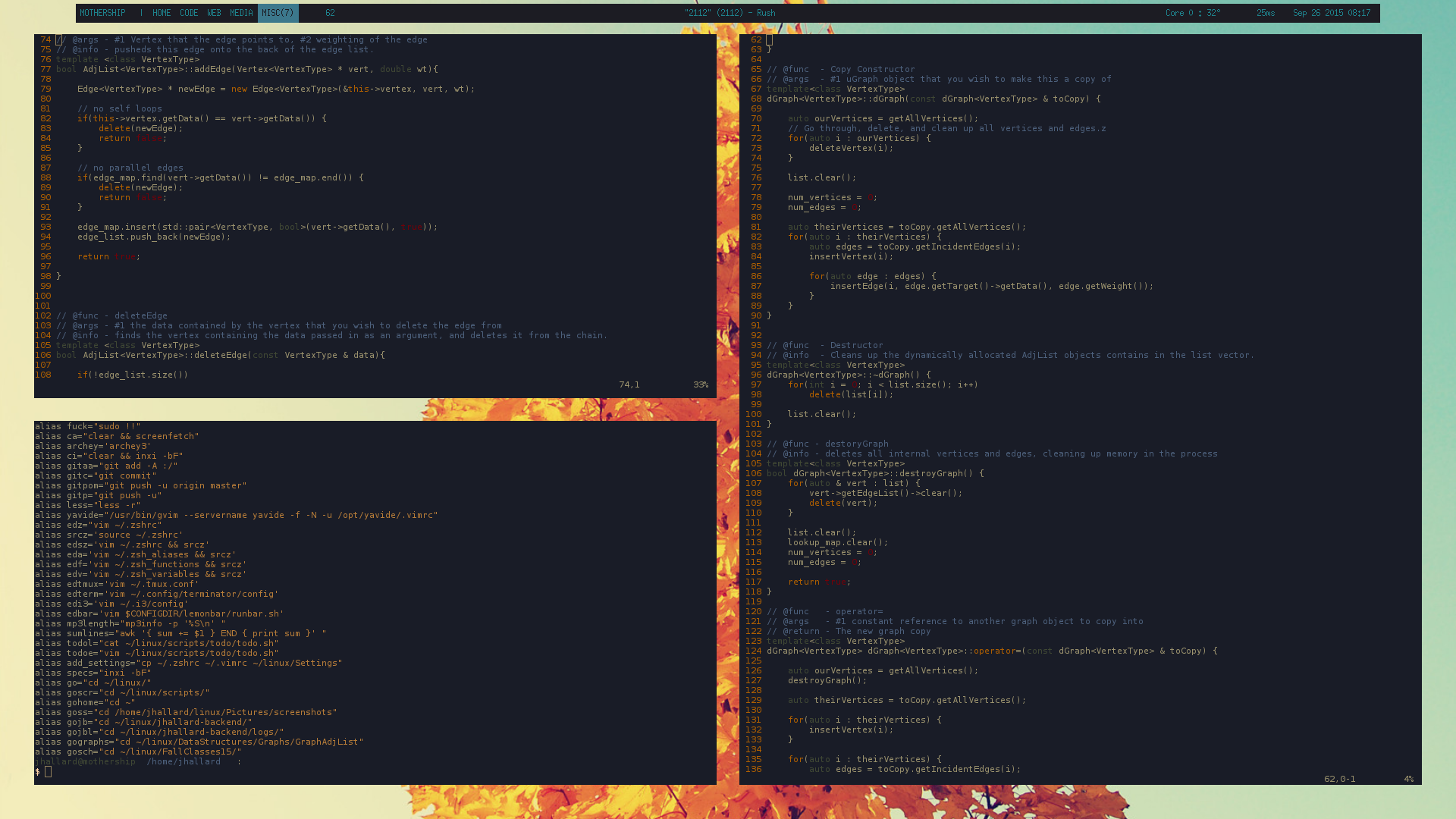
i3-gaps
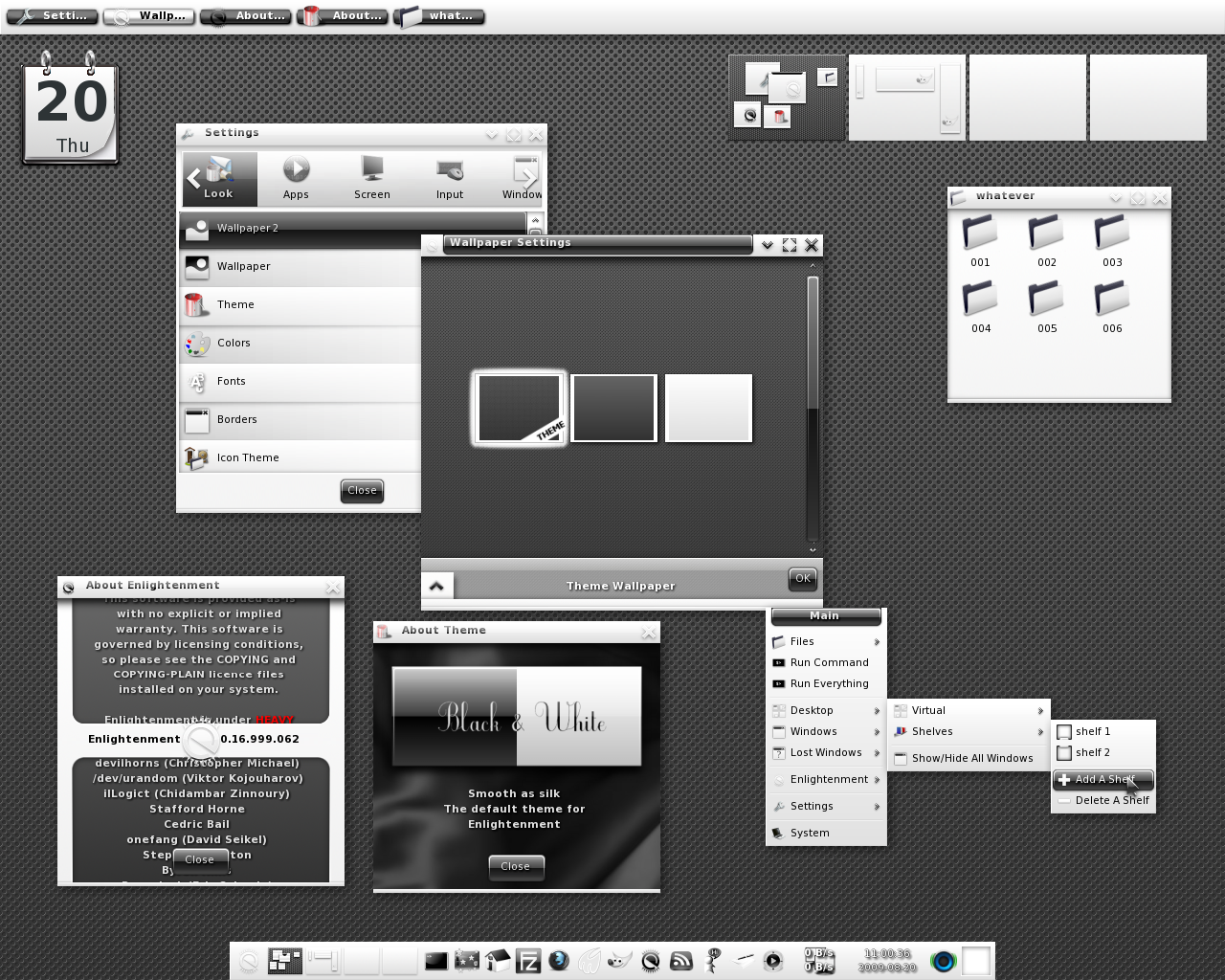
Enlightenment
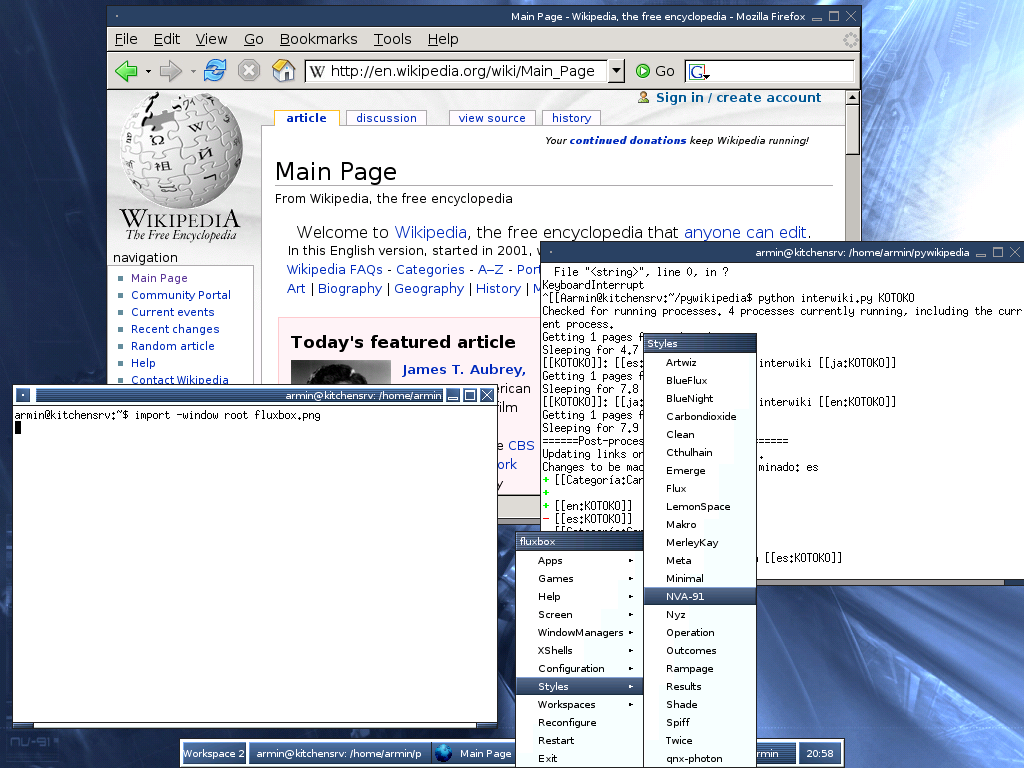
Fluxbox
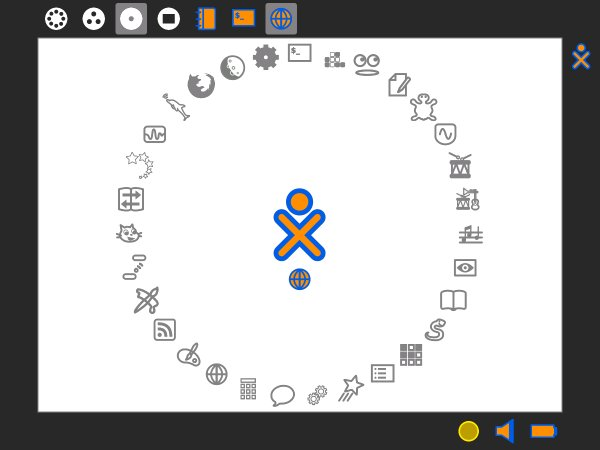
Sugar
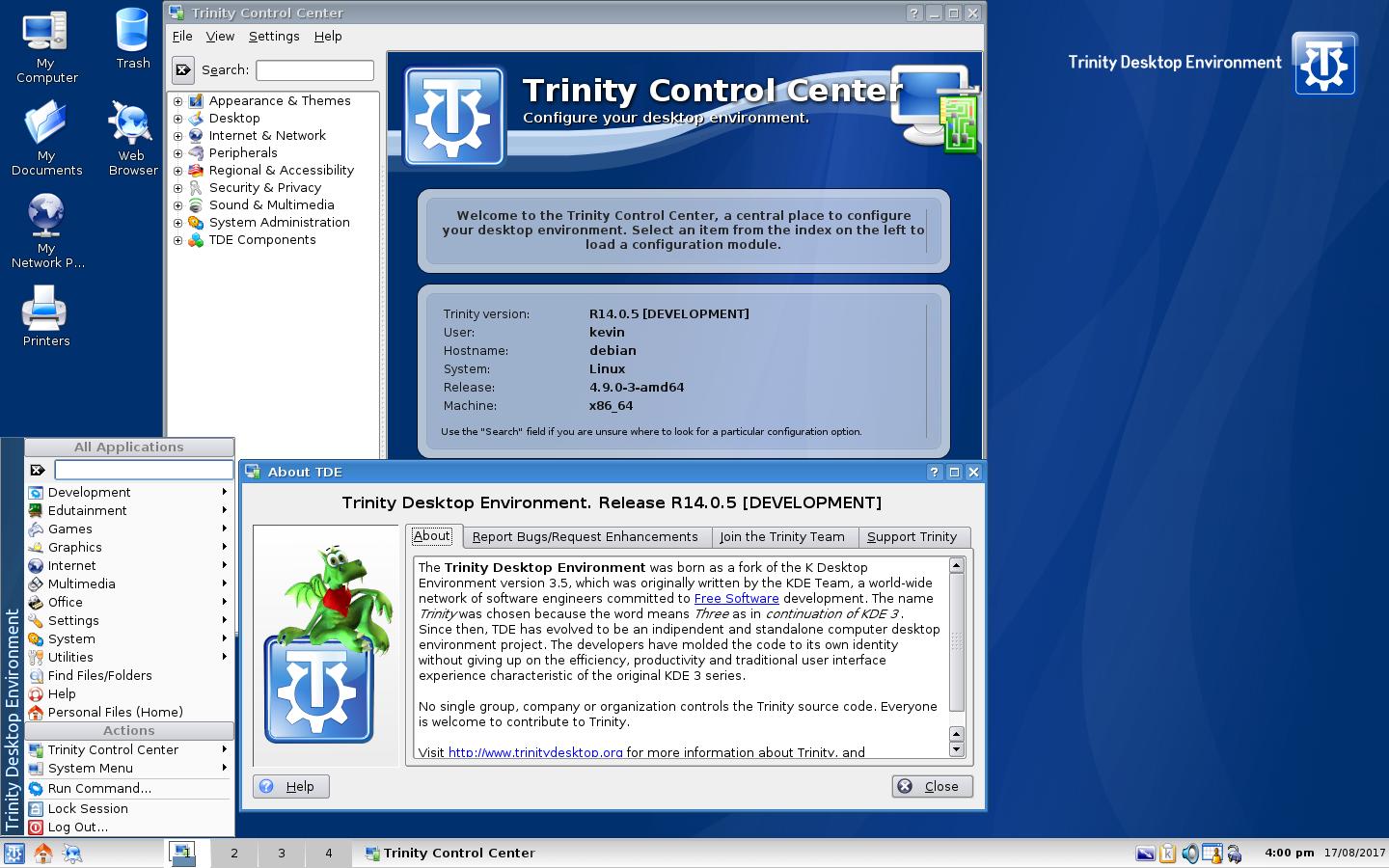
Trinity

### 넷북
리눅스 배포판들은 넷북 시장에서도 대중화되었으며 여기에는 커스터마이즈된 리눅스 배포판이 설치된 Asus Eee PC, Acer Aspire One이 포함된다.
2009년, 구글은 미니멀 리눅스 기반 운영 체제로서 크롬 OS를 발표하였으며 이 운영 체제는 주 사용자 인터페이스로 크롬 브라우저를 사용한다. 크롬 OS는 처음에 기 포함된 파일 관리자와 미디어 플레이어를 제외하고 웹 기반이 아닌 애플리케이션은 아예 실행하지 못했다. 안드로이드 애플리케이션에 대한 특정 수준의 지원이 이후 버전에 추가되었다. 2018년 기준으로 구글은 컨테이너 안에서 리눅스 소프트웨어를 설치할 수 있는 기능을 추가했으며 크롬 OS가 다른 모든 리눅스 배포판처럼 사용될 수 있게 하였다. 이 운영 체제를 사용하는 넷북은 크롬북이라는 명칭을 얻었으며 2011년 6월 시장에 모습을 드러내기 시작했다.

### 서버, 메인프레임, 슈퍼컴퓨터

Squid와 함께 표시되는 LAMP 소프트웨어 번들의 개요. 고성능/고가용성 웹 서버 솔루션은 적대적 환경에서 보안을 제공한다.

리눅스 배포판은 서버 운영 체제로서 오랜 기간 사용되어 왔으며 해당 분야에서 상당한 저명도가 있다. 넷크래프트는 2006년 9월 가장 신뢰성 높은 인터넷 호스팅 기업 10곳 중 8곳이 해당 기업들의 웹 서버에 리눅스 배포판을 구동하였다고 보고함으로써 리눅스를 최상위로 두었다. 2008년 6월, 리눅스 배포판들은 상위 10개 중 5개, FreeBSD는 10개 중 3개, 마이크로소프트는 10개 중 2개를 차지했다. 2010년 2월 이후로 리눅스 배포판들은 상위 10개 중 6개, FreeBSD는 10개 중 3개, 마이크로소프트는 10개 중 1개를 차지하여 리눅스가 최상위를 유지했다.
리눅스 배포판들은 개발자들 간 대중성을 달성하고 웹사이트 호스팅의 일반적인 플랫폼 가운데 하나가 된 LAMP 서버 소프트웨어 결합(리눅스, 아파치, 마리아DB/MySQL, 펄/PHP/파이썬)의 초석이다.
리눅스 배포판들은 메인프레임에서 대중성이 높아지고 있는데, 부분적으로는 저렴한 가격과 오픈 소스 모델 때문이다. 2009년 12월, 거대 컴퓨터 기업 IBM은 자사가 주로 메인프레임 기반 엔터프라이즈 리눅스 서버의 마케팅과 판매를 할 것이라고 보고하였다. 리눅스콘 노스아메리카 2015에서 IBM은 리눅스와 오픈 소스 소프트웨어 실행을 위해 설계된 메인프레임 시리즈 리눅스원을 발표했다.
리눅스 배포판들은 슈퍼컴퓨터용 운영 체제로도 우위를 차지하고 있다. 2017년 11월 기준으로 500 목록에 오른 모든 슈퍼컴퓨터들은 일부 유형의 리눅스를 구동한다.

### 스마트 장치

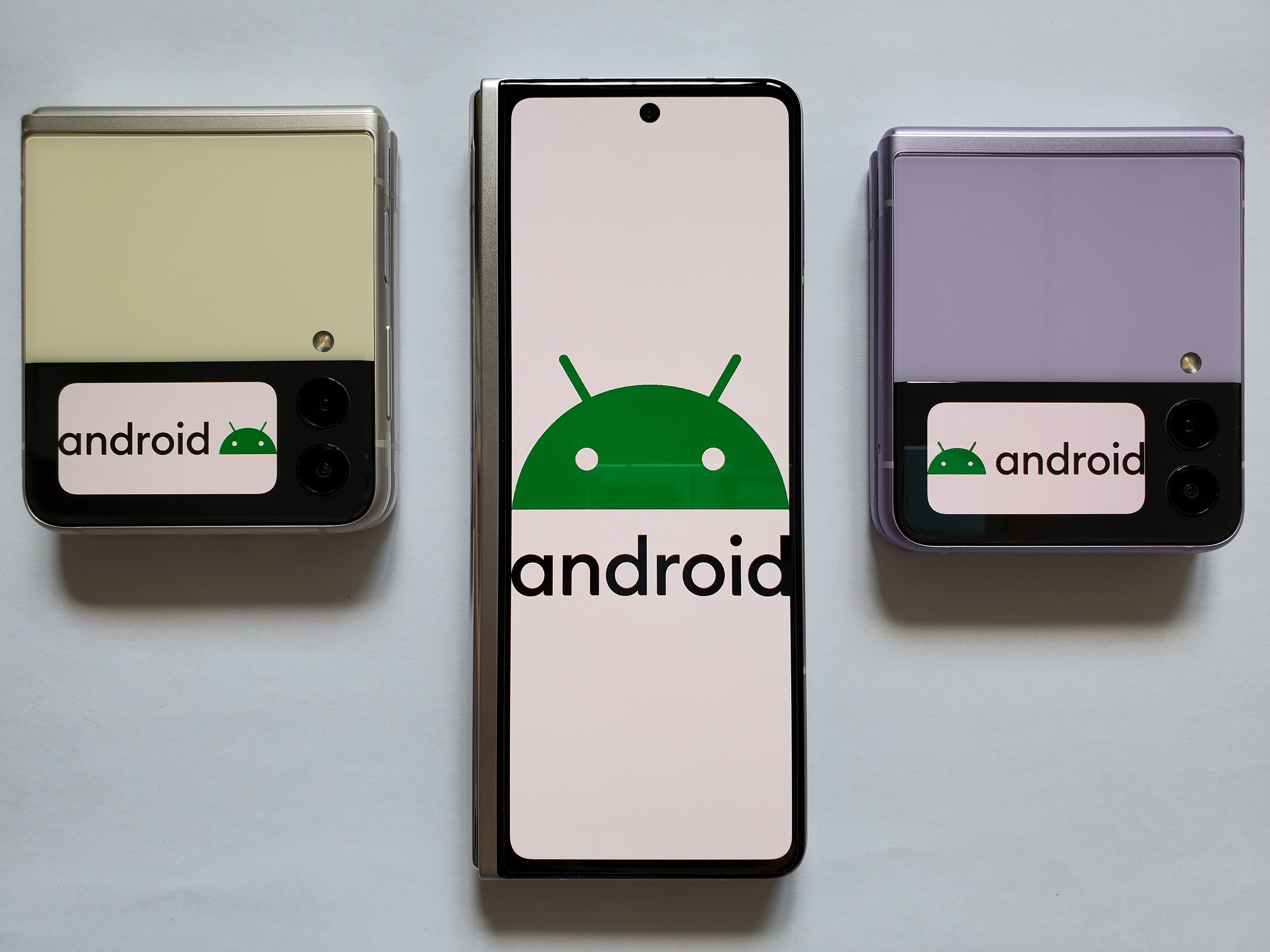
안드로이드 스마트폰

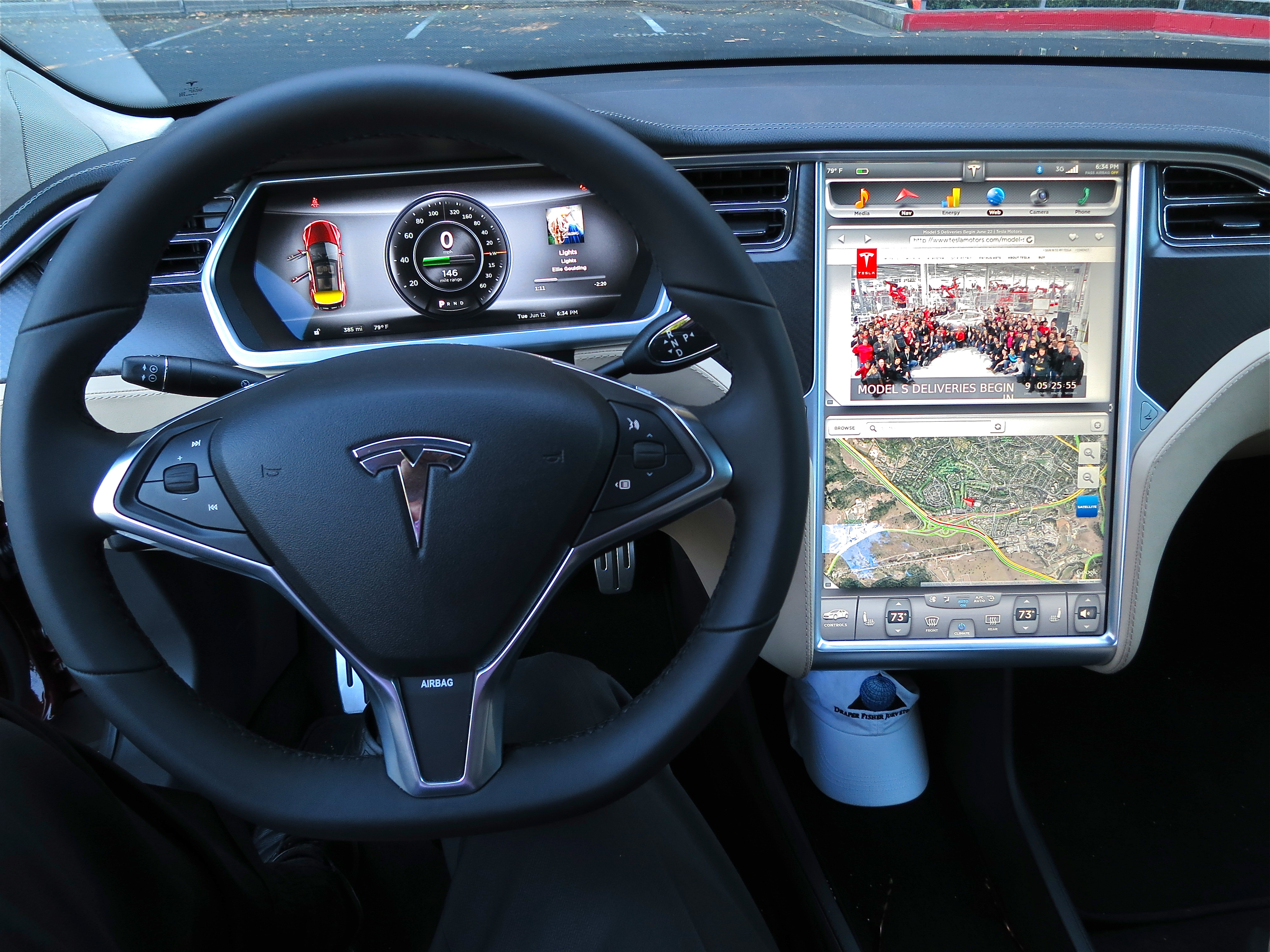
테슬라 모델 S의 자동차 내 오락물 시스템은 우분투에 기반을 둔다.

스마트폰, 태블릿 컴퓨터, 가정 자동화(예: 구글 네스트) 등의 스마트 장치, 스마트TV(삼성전자와 LG 스마트 TV는 각각 타이젠과 웹OS를 사용함), 차량용 인포테인먼트(IVI) 시스템(예: 오토모티브 그레이드 리눅스)에 쓰이는 일부 운영 체제들은 리눅스에 기반을 둔다. 이러한 시스템을 위한 주된 플랫폼으로는 안드로이드, 파이어폭스 OS, Mer, 타이젠이 포함된다.
안드로이드는 스마트폰의 지배적인 모바일 운영 체제가 되었는데, 2013년 2/4분기 중 전 세계에 판매된 기기 중 79.3%가 이 운영 체제를 구동한다. 또, 안드로이드는 태블릿의 대중적인 운영 체제이기도 하며 안드로이드 스마트 TV와 차량용 인토테인먼트 시스템 또한 시장에 등장하였다.
안드로이드가 수정된 버전의 리눅스 커널에 기반을 두고 있지만 "리눅스 배포판"이라는 용어가 안드로이드에 적용될 수 있는가에는 동의하지 않는 의견이 있다. 리눅스 재단, 구글의 오픈 소스 관련 주요 인물 크리스 디보나, 여러 기자들에 따르면 안드로이드는 리눅스 배포판이다. 구글 엔지니어 패트릭 브래디와 같은 기타 인물들은 안드로이드가 전통적인 유닉스 계열 리눅스 배포판 측면의 리눅스가 아니라고 주장한다. 안드로이드는 GNU C 라이브러리를 포함하지 않으며(대체 C 라이브러리로 바이오닉을 사용) 리눅스 배포판에서 흔히 볼 수 있는 기타 구성 요소 중 일부 또한 사용하지 않는다. 아스테크니카는 "안드로이드가 리눅스 커널 위에 빌드되긴 하지만 이 플랫폼은 전통적인 데스크톱 리눅스 스택과 공통성이 거의 없다"고 썼다.
오픈 소스 플랫폼 위에서 리눅스를 구동하는 전화와 PDA들은 2007년부터 일상화되었다. 그 예로 노키아 N810, 오픈모코의 Neo1973, 모토로라 ROKR E8을 들 수 있다. 추세에 힘입어 팜(나중에 HP가 인수)은 새로운 리눅스 기반 운영 체제 webOS를 제작하여 Palm Pre 스마트폰 계열에 도입되었다.
최초의 모바일 운영 체제 가운데 하나인 노키아의 마에모는 데비안 기반이었다. 나중에 또다른 리눅스 기반 운영 체제인 인텔의 모블린과 병합되어 MeeGo가 탄생하였다. 이 프로젝트는 나중에 모바일 장치를 대상으로 하는 운영 체제인 타이젠을 선호하게 되면서 종료되었다. 타이젠은 리눅스 재단 내의 프로젝트의 하나이다. 일부 삼성전자 제품들은 이미 타이젠을 구동하고 있는데 가장 저명한 예가 삼성 기어 2이다. 삼성 Z 스마트폰은 안드로이드 대신 타이젠을 사용한다.
MeeGo의 종료에 따라 Mer 프로젝트는 모바일 지향 운영 체제의 토대를 만들기 위해 Meego 코드베이스를 포크하였다. 2012년 7월, Jolla는 Mer 기술에 기반을 둔 자신들만의 운영 체제인 세일피시 OS를 발표했다.

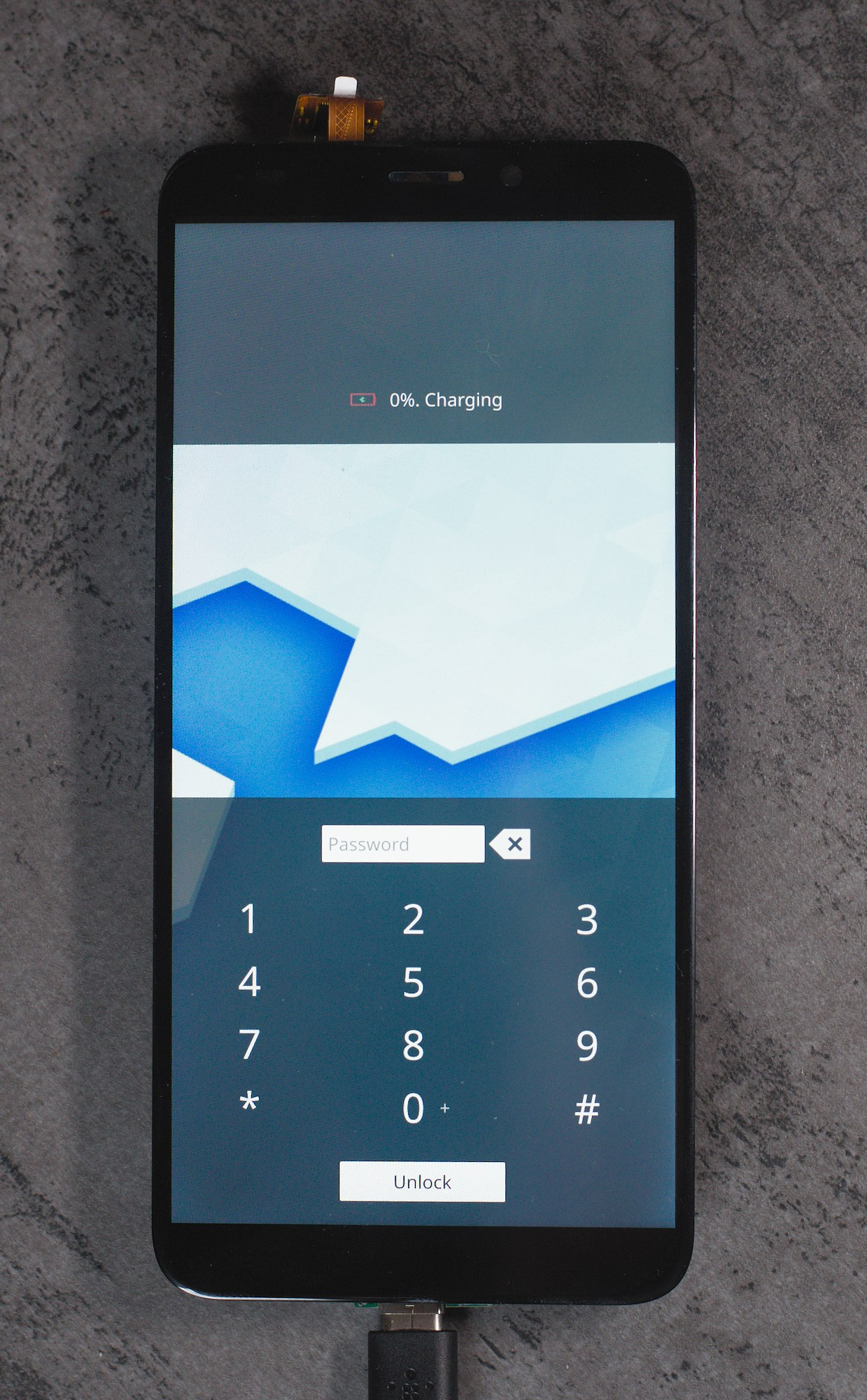
포스트마켓OS 위에 플라스마 모바일을 구동 중인 파인폰.

모질라의 파이어폭스 OS는 리눅스 커널, 하드웨어 추상화 계층, 웹 표준 기반 런타임 환경, 사용자 인터페이스, 통합 웹 브라우저로 구성되어 있다.
캐노니컬은 이 모바일 운영 체제와 데스크톱 상응 운영 체제 우분투에서 사용자 경험을 컨버전스(집중)하기 위해 우분투 터치를 출시하였다. 또, 이 운영 체제는 외부 모니터와 연결될 때 온전한 우분투 데스크톱을 제공한다.
Librem 5는 Purism이 개발한 스마트폰의 하나이다. 기본적으로 회사가 만든 리눅스 기반 PureOS를 사용하지만 다른 리눅스 배포판도 구동할 수 있다는 것이 특징이다. 우분투 터치처럼 PureOS는 컨버전스를 염두에 두고 설계되었으므로 데스크톱 프로그램들이 스마트폰에서 실행될 수 있다. 한 예로 데스크톱 버전의 모질라 파이어폭스를 들 수 있다.
또다른 스마트폰은 컴퓨터 제조업체 파인64가 제조한 파인폰이다. 파인폰은 우분투 터치, 포스트마켓OS와 같은 다양한 리눅스 기반 운영 체제를 구동할 수 있다.

### 임베디드 장치

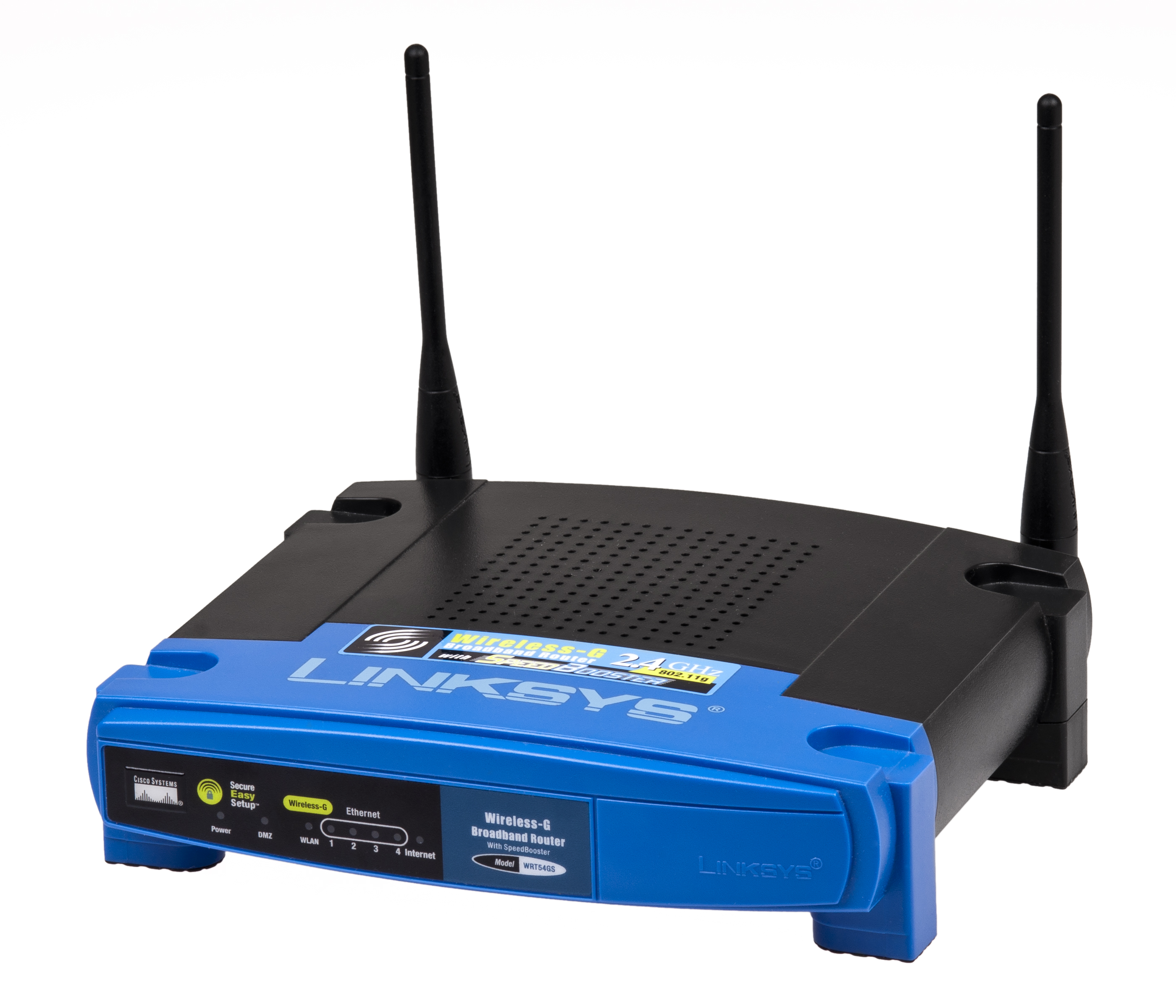
리눅스 커널을 구동 중인 라우터는 어디서든 쉽게 볼 수 있다.

낮은 비용과 커스터마이즈의 용이성 덕분에 리눅스는 임베디드 시스템에 자주 사용된다. 모바일이 아닌 통신 장비 부문에서 고객 댁내 장치(CPE) 하드웨어 대부분은 리눅스 기반 운영 체제를 구동한다. OpenWrt는 OEM 펌웨어 릴리스 다수에 기반을 둔, 공동체가 운영하는 한 예시이다.
예를 들어 대중적인 TiVo 디지털 비디오 레코더 또한 커스터마이즈된 리눅스를 사용하는데, 이는 시스코/링크시스 등 제조사들의 여러 네트워크 방화벽과 라우터들 또한 그러하다. Korg OASYS, Korg KRONOS, 야마하 모티프 XS/모티프 XF 뮤직 워크스테이션, 야마하 S90XS/S70XS, 야마하 MOX6/MOX8 신시사이저, 야마하 모티프-랙 XS 톤 제네레이터 모듈, 롤랜드 RD-700GX 디지털 피아노 또한 리눅스를 구동한다. 또, 리눅스는 WholeHogIII 콘솔 등 무대 조명 제어 시스템에도 사용된다.

### 게이밍
과거에 즐길 수 있는 리눅스용 게임은 얼마 되지 않았다. 근래 수년 간 AAA 타이틀 게임 일부를 제외한 더 많은 게임들이 리눅스 지원과 함께(특히 인디 게임) 출시되었다. 리눅스 커널을 사용하는 대중적인 모바일 플랫폼 안드로이드는 많은 개발자 관심을 받았으며 아이폰과 아이패드 장치용 애플 iOS 운영 체제와 더불어 모바일 게임 개발을 위한 주된 플랫폼 가운데 하나로 자리잡았다.
2013년 2월 14일 밸브는 PC의 대중적인 게임 배포 플랫폼 스팀의 리눅스 버전을 출시하였다. 수많은 스팀 게임들이 리눅스로 이식되었다. 2013년 12월 13일, 밸브는 베타 테스팅을 위해 데비안 기반의 게이밍 지향 운영 체제인 스팀OS를 출시하였으며 게이밍 및 엔터테인먼트 플랫폼으로 스팀 머신을 채용할 예정이다. 또, 밸브는 비디오 게임 개발에 도움을 주도록 고안된 OpenGL 디버거 VOGL을 개발하기도 했으며, 소스 게임 엔진이 데스크톱 리눅스로 포팅되었다. 밸브의 노력에 의해 도타 2, 팀 포트리스 2, 포탈, 포탈 2, 레프트 4 데드 2와 같은 일부 저명한 게임들이 데스크톱 리눅스에서 네이티브로 지원된다.
2013년 7월 31일, 엔비디아는 특수 게이밍 플랫픔으로서 안드로이드를 사용할 목적으로 실드를 출시하였다.
일부 리눅스 사용자들은 와인이나 크로스오버 리눅스를 통해 윈도우 게임을 즐길 수 있다.
2018년 8월 22일, 밸브는 게이밍을 목적으로 하는 프로톤(Proton)이라는 이름의 자체 와인을 출시하였다. 순수 와인에 일부 개선이 추가되었는데, 예를 들면 벌칸 기반 DirectX 11/12 구현체, 스팀 연동, 더 나은 전체 화면 및 게임 컨트롤러 지원, 멀티스레드 지원 게임의 개선된 성능을 들 수 있다.

### 특수 용도
리눅스의 유연성, 커스터마이즈 기능, 자유-오픈 소스의 특징 덕분에 특수 목적을 위해 상당한 튜닝을 거친 리눅스를 사용할 수 있게 되었다. 특수 리눅스 배포판을 개발하기 위해 2가지 주된 방식이 존재한다:
1. 아예 처음부터 새로 만드는 것
2. 범용 목적의 배포판으로부터 만드는 것

이러한 목적에 쓰이는 배포판들은 데비안, 페도라, 우분투(그 자체가 데비안 기반임), 아치 리눅스, 젠투, 슬랙웨어를 포함한다. 이와 대조적으로 아예 처음부터 개발되는 리눅스 배포판들은 범용 기반을 두지 않는다. 그 대신 필수적인 구성 요소만 포함하되 배포판의 이용에 과도한 것으로 간주되는 구성 요소로 인해 발생되는 자원 부하를 회피하는 JeOS 철학에 초점을 둔다.

#### 홈 시어터 PC
홈 시어터 PC(HTPC)는 엔터테인먼트 시스템, 특히 홈 시어터 시스템으로 주로 사용되는 PC를 말한다. 텔레비전에 보통 연결되며 추가적인 오디오 시스템이 포함되기도 한다.
미디어 센터 소프트웨어 Kodi를 통합한 리눅스 배포판 OpenELEC는 HTPC용으로 개발된 운영 체제이다. JeOS 철학을 고수하여 개발된 이 운영 체제는 매우 가벼운 편이며 HTPC 범주에서만 사용 시 매우 적절하다.
우분투의 특별판인 Mythbuntu 등 MythTV 미디어 센터 소프트웨어를 포함하는 특수 에디션인 리눅스 배포판도 존재한다.

#### 디지털 보안
칼리 리눅스는 디지털 포렌식과 침투 시험을 위해 설계된 데비안 기반 리눅스 배포판이다. 보안 취약점의 침투 시험 및 식별을 위한 여러 응용 소프트웨어가 사전 설치되어 있다. 우분투 파생판 백박스는 도덕적 해킹(화이트 해킹)을 위해 보안 및 네트워크 분석 도구들이 사전 설치되어 있다. Arch 기반 BlackArch는 침투 및 보안 연구를 위한 도구 2,100개가 포함되어 있다.
프라이버시, 기밀, 네트워크 익명성, 정보 보안을 염두에 두고 개발된 수많은 리눅스 배포판들이 존재한다. 여기에는 Tails, 틴햇 리눅스, 틴포일 햇 리눅스가 포함된다. 라이트웨이트 포터블 시큐리티는 아치 리눅스 기반 배포판의 하나로서, 미국 국방부가 개발한 것이다. Tor-ramdisk는 네트워크 익명 소프트웨어 토르의 호스팅 전용 목적으로 개발된 초소형 배포판이다.

#### 시스템 복구
리눅스 라이브 CD 세션은 고장난 컴퓨터 시스템으로부터 데이터를 복구하기 위한 도구로서, 또 시스템을 수리하기 위한 도구로서 오랜 기간 사용되어 왔다. 이 아이디어에 기반을 두고 이 목적을 위한 여러 리눅스 배포판들이 등장했는데, 이 중 다수가 파티션 편집기 GParted, 그리고 추가 데이터 복구 및 시스템 수리 소프트웨어를 포함하고 있다:
- GParted Live –  GParted 프로젝트가 개발한 데비안 기반 배포판.
- Parted Magic –  상용 리눅스 배포판.
- SystemRescueCD –  윈도우 레지스트리 편집을 지원하는 Arch 기반 배포판

#### 우주에서
스페이스X는 팰컨 9 로켓의 장애 허용 디자인에서 여러 비행 컴퓨터를 사용한다. 각 멀린(Merlin) 엔진은 3대의 보팅(Voting) 컴퓨터에 의해 통제되며 컴퓨터 1대당 2개의 물리적 프로세서는 다른 컴퓨터의 작동을 지속적으로 검사한다. 리눅스는 태생적으로 장애 허용이 아니지만 비행 컴퓨터 소프트웨어는 이 목적을 위해 장애를 허용한다. 유연성을 위해 방사능 내성 부품 대신 출하 대기 부품들과 시스템 방사능 허용 디자인이 사용된다.
2019년 7월 기준으로 스페이스X는 2010년 이후로 팰컨 9을 76회 이상 발사하였다. 드래곤 2 크루 캡슐은 사용자 인터페이스를 위해 크로미엄 OS와 결합된 리눅스를 사용한다.
우주 정거장에서는 임무에 중요하지 않은 노트북에는 윈도우가 운영 체제로 채용되었으나 나중에 리눅스로 대체되었다. 우주의 최초의 휴머노이드 로봇 Robonaut 2 또한 리눅스 기반이다.
제트 추진 연구소는 무인 우주 비행 및 심해 탐험 구성과 관련한 프로젝트를 지원하기 위해 수년에 걸쳐 리눅스를 사용해 왔다. NASA는 화성 탐사로봇의 로봇공학에 리눅스를 사용하며 위성으로부터 오는 데이터를 저장하기 위해 우분투 리눅스를 사용한다.

#### 교육
리눅스 배포판은 학생들이 직접 코딩과 소스 코드를 다루는 경험을 제공하기 위해 라즈베리 파이와 같은 장치용으로 개발되었다. 실제 장치를 개발하는 것 외에 실제 작동 원리를 학생에게 보여주는 것이 목적이다.
우분투 파생판 에듀분투와 리눅스 스쿨 프로젝트, 데비안 파생판 스콜리눅스는 교육 지향 소프트웨어 패키지를 제공한다. 여기에는 학교 컴퓨터실과 컴퓨터 기반 교실을 관리하고 만드는 도구들이 포함되어 있다.(예: 리눅스 터미널 서버 프로젝트/LTSP)

#### 기타
인스턴트 웹키오스크와 웹컨버저는 브라우저 기반 리눅스 배포판으로, 주로 키오스크와 디지털 사이니지에 사용된다. 씬스테이션은 씬 클라이언트용으로 설계된 미니멀리스트 배포판이다. 록스 클러스터 디스트리뷰션은 HPCC에 최적화되어 있다.
특정 언어나 지리에 속한 사용자처럼 특정 고객을 대상으로 하는 범용 리눅스 배포판도 존재한다. 예를 들면 중국어 사용자를 대상으로는 우분투 기린이, 인도네시아 사람들을 대상으로는 블랙온(BlackOn)이 있다. 직무 특화 배포판들로는 미디어 제작을 위한 우분투 스튜디오, 생물정보학을 위한 DNA리눅스를 들 수 있다. 이슬람 지향 배포판 Sabily는 일부 이슬람교 도구를 제공한다. 특정 기관들은 조금 더 특수한 형태의 리눅스 배포판들을 사용하는데, 프랑스 육군 현병대(National Gendarmerie)에 쓰이는 GendBuntu, 구글에 내부적으로 사용하는 Goobuntu, 러시아군용으로 개발되는 아스트라 리눅스가 있다.

## 시장 점유율과 활용
자유/오픈 소스 소프트웨어의 여러 양적 연구는 시장 점유율과 신뢰성을 포함한 주제에 초점을 두며 수많은 연구가 리눅스를 대상으로 하고 있다. 리눅스 시장은 급속도로 성장하고 있으며 리눅스를 구동하는 서버, 데스크톱, 소프트웨어 패키지들의 소득은 2008년 35,700,000,000 달러를 넘어선 것으로 추정되었다. 분석가들과 지지자들은 리눅스의 상대적 성공을 보안, 신뢰성, 낮은 비용, 벤더 락인으로부터의 자유를 꼽았다.
데스크톱, 노트북
웹 서버 통계에 따르면(클라이언트 장치의 웹사이트 방문 수에 기반) 2018년 11월 기준으로 데스크톱 컴퓨터의 리눅스 추산 시장 점유율은 약 2.1%이다. 이와 비교하여 마이크로소프트 윈도우는 약 87%의 시장 점유율을 차지하고 있으며 macOS는 약 9.7%를 차지하고 있다.
웹 서버
W3Cook는 상위 1,000,000개 알렉사 도메인을 사용하는 통계를 출판하며, 2015년 5월 기준으로 웹 서버 중 96.55%가 리눅스를 구동하고 1.73%가 윈도우를 구동하며 1.72%가 FreeBSD를 구동하는 것으로 추산한다.
W3Techs는 매월 업데이트되는 상위 10,000,000개 알렉사 도메인을 사용하는 통계를 출판하며 2016년 11월 기준으로 웹 서버 중 66.7%가 리눅스/유닉스를 구동하며, 33.4%가 마이크로소프트 윈도우를 구동하는 것으로 추산한다.
2008년 9월 마이크로소프트의 당시 CEO 스티브 발머는 웹 서버 중 60%가 리눅스를 구동하였으며 40%가 윈도우 서버를 구동하였다고 언급하였다.
IDC의 2007년 1분기 보고서에 따르면 당시 리눅스는 전체 서버 시장의 12.7%를 차지하였다고 언급하였다. 이 추산치는 다양한 기업에 의해 판매되는 리눅스 서버의 수에 기반을 두며 이후 리눅스가 설치된 별도 구매 서버 하드웨어는 포함하지 않은 것이다.
모바일 장치
리눅스 커널에 기반을 둔 안드로이드는 스마트폰의 지배적인 운영 체제가 되었다. 2013년 2/4분기 중 전 세계적으로 판매되는 스마트폰 가운데 79.3%가 안드로이드를 사용한다. 또, 안드로이드는 태블릿의 대중적인 운영 체제이기도 하며 2013년 판매 기준 태블릿의 60% 이상이 안드로이드를 사용한다. 웹 서버 통계에 따르면 2014년 12월 기준 안드로이드는 약 46%의 시장 점유율을 차지하며 iOS는 45%를 차지하고 나머지 9%가 다양한 틈새 플랫폼이 차지한다.
영화 제작
수년 간 리눅스는 영화 산업에서 선택되는 플랫폼이 되었다. 리눅스 서버에서 제작된 최초의 메이저 영화는 1997년의 타이타닉이었다. 그 뒤로 드림웍스 애니메이션, 픽사, 웨타 디지털, 인더스트리얼 라인트 앤드 매직 등 주요 스튜디오들이 리눅스로 이관하였다. 리눅스 영화 그룹(Linux Movies Group)에 따르면 대형 애니메이션과 시각 효과 기업의 서버와 데스크톱 중 95% 이상이 리눅스를 사용한다.
정부에서의 사용
리눅스 배포판은 여러 지역 및 국가 정부에서 인기가 상승하고 있다. 브라질 연방 정부는 리눅스를 지원하는 것으로 잘 알려져 있다. 러시아군이 자체 리눅스 배포판을 만든다는 소식이 표면화되고 있으며 G.H.ost 프로젝트로서 성과를 얻었다. 인도 케랄라주는 주의 모든 고등학교의 컴퓨터에 리눅스 구동을 강제하였다. 중화인민공화국은 기술 독립 달성을 위해 Loongson 프로세서 계열을 위한 운영 체제로 리눅스를 사용한다. 스페인에서 일부 지역은 자체 리눅스 배포판을 개발하고 있으며 교육과 여러 공식 기관에 널리 사용되고 있다. 프랑스와 독일 또한 리눅스 채택을 향한 단계를 밟고 있다. 조선민주주의인민공화국의 붉은별 운영 체제는 2002년 이후로 개발되고 있으며 페도라 리눅스 버전에 기반을 둔다.
금융
카카오뱅크는 2017년에 대한민국 금융권 중 최초로 전산 시스템에 리눅스를 도입하였다. 국민은행은 2020년도의 차세대 전산 시스템으로 메인프레임과 함께 리눅스를 도입하기로 결정하였다. 원래는 차세대 전산 시스템으로 유닉스를 도입하려고 했으나 그 계획은 취소되었다. 증권(주식) 거래소인 한국거래소(KRX)는 대한민국 자본 시장 거래 시스템 최초로 2014년에 리눅스 시스템을 도입하였다.

## 저작권, 상표, 이름
리눅스 커널은 GNU GPL 버전 2로 라이선스된다. GPL는 해당 라이선스의 소스 코드에 기반한 소프트웨어를 배포하는 누구든지 동일 조항으로 소스 코드(수정사항 포함)를 배포해야 한다. 일반적인 리눅스 배포판의 주된 기타 구성 요소들 또한 주로 GPL로 라이선스되지만 다른 라이선스를 사용하는 경우도 있다. 수많은 라이선스들은 GPL보다 더 허용점이 많은 LGPL을 사용하며 X 윈도 시스템의 X.Org 구현체는 MIT 라이선스를 사용한다.
토르발스는 리눅스 커널이 GPL 버전 2에서 버전 3로 이동되지 않을 것이라 언급하였다. 그는 디지털 권리 관리 내에서 소프트웨어의 이용을 금지하는 새로운 라이선스를 싫어하였다. 수천에 달하는 모든 저작권 보유자들로부터 권한을 취득하는 것이 비현실적이기도 했다.
2001년 레드햇 리눅스 7.1 연구에 따르면 이 배포판은 30,000,000줄의 소스 코드가 포함되었다. COCOMO(Constructive Cost Model) 하에서 이루어진 이 연구에 따르면 이 배포판은 대략 인간 나이로 8000년의 개발 시간이 요구되었다. 또, 연구에 따르면 이 소프트웨어가 전통적인 사유 수단으로 개발되었다면 미국에서 개발 시 대략 $1623026087(2025 미국 달러)가 소요될 것이라고 추정하였다. 소스 코드 대부분(71%)이 C 프로그래밍 언어로 작성되었으나 그 외 C++, 리스프, 어셈블리어, 펄, 파이썬, 포트란, 다양한 셸 스크립트 언어를 포함한 수많은 언어들이 사용되었다.
모든 코드 줄의 절반 이상이 GPL로 라이선스되었다. 리눅스 커널 그 자체는 2,400,000개 줄로 구성되며 전체의 8%를 차지한다.
이후 연구에서 동일 분석이 데비안 버전 4.0에 대해 수행되었다(2007년 출시). 이 배포판은 283,000,000줄의 소스 코드가 포함되었으며 전통적인 수단으로 개발한다고 보았을 때 인간 나이로 대략 7300년의 개발 시간, US$8949211746(2025 달러)의 비용이 들 것으로 추산되었다. 

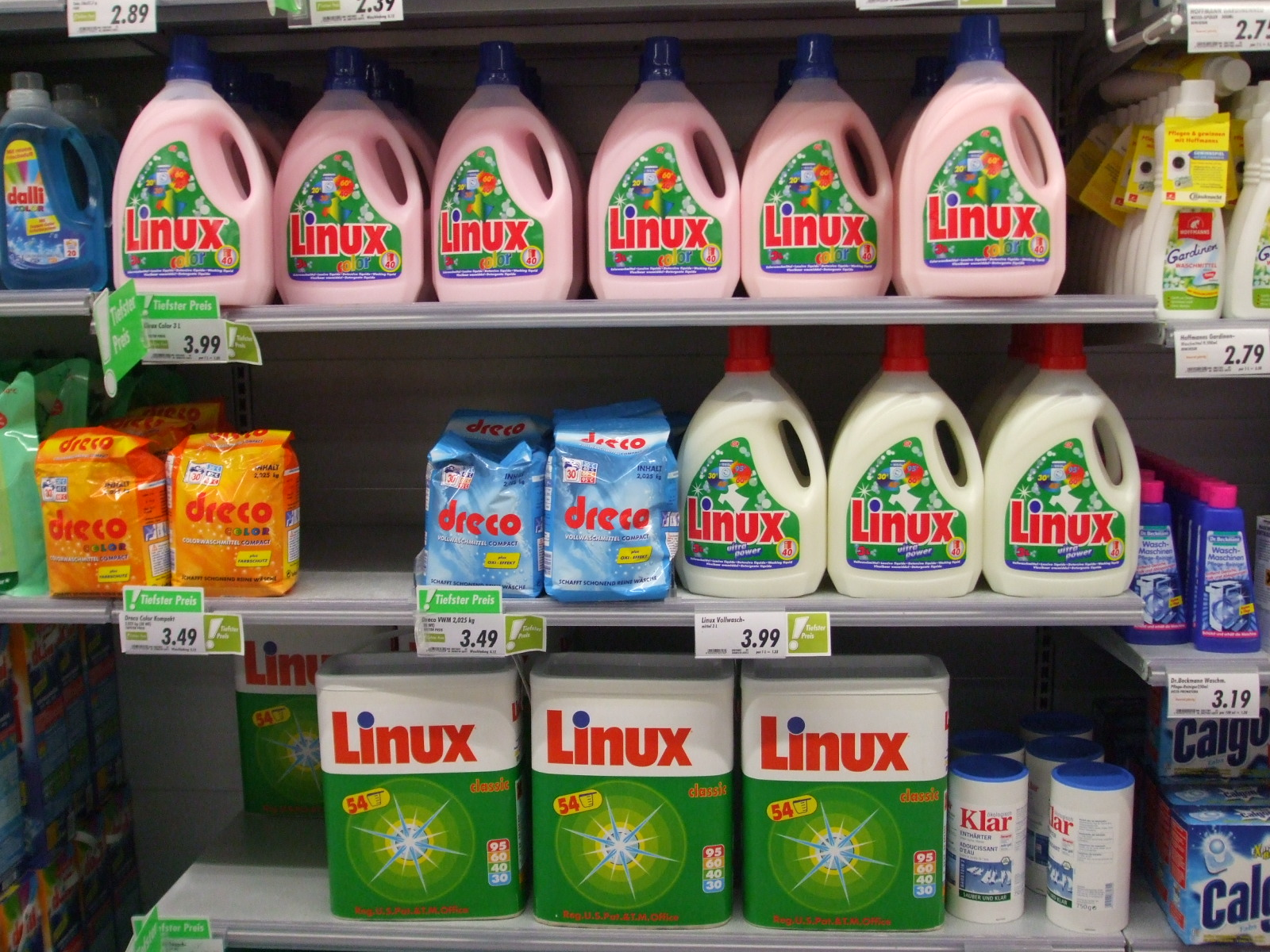
"Linux"라는 이름은 스위스 기업 로슈가 제조한 세탁용 세제에도 사용된다.

미국에서 리눅스라는 이름은 리누스 토르발스가 등록한 상표명이다. 처음에 누구도 등록하지 않다가 1994년 8월 15일 윌리엄 R. 델라 크로스 주니어는 리눅스라는 상표를 신청한 다음 리눅스 배포자들로부터 로열티를 요구했다. 1996년, 토르발스와 일부 영향을 받은 단체들은 상표가 토르발스에 있다고 주장하면서 그를 고소했으며 1997년 논쟁이 해결되었다. 상표의 라이선스 부여는 그 뒤로 리눅스 마크 인스티튜트(LMI)가 관리하고 있다. 토르발스는 오직 다른 사람이 해당 용어를 사용하지 못하도록 하기 위해서 명칭을 등록하였다고 주장하였다. LMI는 원래 상표의 일부로서 리눅스 이름을 사용하는 것에 대해 명목적 2차 라이선스 비용을 청구하였으나 나중에 무료의 계속되는 전 세계적 2차 라이선스를 선호하게 되면서 이를 변경하였다.
자유 소프트웨어 재단(FSF)은 운영 체제 전반을 가리킬 때 "GNU/리눅스"라는 이름을 사용하는 것을 선호하는데, 그 이유는 이것이 리눅스 배포판을 FSF의 회장 리처드 스톨만이 1983년 시작한 GNU 운영 체제의 일종으로 간주되기 때문이다. 이들은 리눅스 커널 기반 운영 체제이기도 한 안드로이드 OS에 대해 안드로이드라는 이름에 대해 문제를 분명히 제기하지 않았는데, GNU가 그 일부에 속하지 않기 때문이었다.
스톨만과 FSF 외 소수의 유명 인사와 소프트웨어 프로젝트, 특히 데비안(1996년까지 FSF의 후원을 받음) 또한 운영 체제 전반을 가리킬 때 GNU/리눅스를 사용한다. 대부분의 매체와 일반 이용 시에는 운영 체제 계열을 말할 때 단순히 "리눅스"라고 부르며 이는 수세 리눅스, 레드햇 엔터프라이즈 리눅스처럼 수많은 대형 리눅스 배포판을 가리킬 때에도 마찬가지이다. 이와 대조적으로 자유 소프트웨어만을 포함하는 리눅스 배포판들은 GNU/리눅스 또는 단순히 GNU라는 표현을 사용하는데, 이를테면 Trisquel GNU/Linux, Parabola GNU/Linux-libre, BLAG Linux and GNU, gNewSense를 들 수 있다.
2011년 5월 기준으로, 우분투의 Natty 릴리스를 구성하는 소스 코드 줄을 셀 경우 현대 리눅스 배포판의 약 8~13%는 GNU 구성 요소로 구성되어 있다.(이 범위는 그놈이 GNU의 일부에 속해있는지의 여부에 따라 달라진다) 한편, 6%는 리눅스 커널이 차지하며 직접적인 의존성을 포함할 경우 그 수치는 9%로 늘어난다.

## 같이 보기
- 리눅스 배포판 비교(en)
- 오픈 소스와 클로즈드 소스의 비교(en)
- 운영 체제 비교(en)
- X 윈도 시스템 데스크톱 환경 비교(en)
- 리눅스에 대한 비판(en)
- 리눅스 문서화 프로젝트
- 리눅스 프롬 스크래치
- 리눅스 소프트웨어 맵(en)
- 리눅스 배포판

- 리눅스 배포판 목록(en)
- 하모니카 (운영 체제)
- 구름 플랫폼
- 한컴 구름
- 티맥스OS

- 리눅스용으로 출시된 게임 목록(en)
- 운영 체제 목록
- 적재 가능 커널 모듈

### 한국어
- 한국 페도라 리눅스 사용자 모임
- KLDP
- 한국 리눅스 사용자 그룹
- 한국데비안사용자모임
- 리눅스 커뮤니티 하모니카